# 2002
Portal Geschichte | Portal Biografien | Aktuelle Ereignisse | Jahreskalender | Tagesartikel

◄ |
20. Jahrhundert |
21. Jahrhundert

◄ |
1970er |
1980er |
1990er |
2000er
| 2010er | 2020er | 2030er | ►

◄◄ |
◄ |
1998 |
1999 |
2000 |
2001 |
2002
| 2003 | 2004 | 2005 | 2006 | ► | ►►
 Jan.
| Feb.
| Mär.
| Apr.
| Mai
| Jun.
| Jul.
| Aug.
| Sep.
| Okt.
| Nov.
| Dez.
Staatsoberhäupter · Wahlen · Nekrolog  · Literaturjahr · Musikjahr · Filmjahr · Rundfunkjahr · Sportjahr
| Januar | Januar | Januar | Januar | Januar | Januar | Januar | Januar |
| Kw     | Mo     | Di     | Mi     | Do     | Fr     | Sa     | So     |
| ------ | ------ | ------ | ------ | ------ | ------ | ------ | ------ |
| 1      |        | 1      | 2      | 3      | 4      | 5      | 6      |
| 2      | 7      | 8      | 9      | 10     | 11     | 12     | 13     |
| 3      | 14     | 15     | 16     | 17     | 18     | 19     | 20     |
| 4      | 21     | 22     | 23     | 24     | 25     | 26     | 27     |
| 5      | 28     | 29     | 30     | 31     |        |        |        |

| Februar | Februar | Februar | Februar | Februar | Februar | Februar | Februar |
| Kw      | Mo      | Di      | Mi      | Do      | Fr      | Sa      | So      |
| ------- | ------- | ------- | ------- | ------- | ------- | ------- | ------- |
| 5       |         |         |         |         | 1       | 2       | 3       |
| 6       | 4       | 5       | 6       | 7       | 8       | 9       | 10      |
| 7       | 11      | 12      | 13      | 14      | 15      | 16      | 17      |
| 8       | 18      | 19      | 20      | 21      | 22      | 23      | 24      |
| 9       | 25      | 26      | 27      | 28      |         |         |         |

| März | März | März | März | März | März | März | März |
| Kw   | Mo   | Di   | Mi   | Do   | Fr   | Sa   | So   |
| ---- | ---- | ---- | ---- | ---- | ---- | ---- | ---- |
| 9    |      |      |      |      | 1    | 2    | 3    |
| 10   | 4    | 5    | 6    | 7    | 8    | 9    | 10   |
| 11   | 11   | 12   | 13   | 14   | 15   | 16   | 17   |
| 12   | 18   | 19   | 20   | 21   | 22   | 23   | 24   |
| 13   | 25   | 26   | 27   | 28   | 29   | 30   | 31   |

| April | April | April | April | April | April | April | April |
| Kw    | Mo    | Di    | Mi    | Do    | Fr    | Sa    | So    |
| ----- | ----- | ----- | ----- | ----- | ----- | ----- | ----- |
| 14    | 1     | 2     | 3     | 4     | 5     | 6     | 7     |
| 15    | 8     | 9     | 10    | 11    | 12    | 13    | 14    |
| 16    | 15    | 16    | 17    | 18    | 19    | 20    | 21    |
| 17    | 22    | 23    | 24    | 25    | 26    | 27    | 28    |
| 18    | 29    | 30    |       |       |       |       |       |

| Mai | Mai | Mai | Mai | Mai | Mai | Mai | Mai |
| Kw  | Mo  | Di  | Mi  | Do  | Fr  | Sa  | So  |
| 18  |     |     | 1   | 2   | 3   | 4   | 5   |
| 19  | 6   | 7   | 8   | 9   | 10  | 11  | 12  |
| 20  | 13  | 14  | 15  | 16  | 17  | 18  | 19  |
| 21  | 20  | 21  | 22  | 23  | 24  | 25  | 26  |
| 22  | 27  | 28  | 29  | 30  | 31  |     |     |
| --- | --- | --- | --- | --- | --- | --- | --- |

| Juni | Juni | Juni | Juni | Juni | Juni | Juni | Juni |
| Kw   | Mo   | Di   | Mi   | Do   | Fr   | Sa   | So   |
| ---- | ---- | ---- | ---- | ---- | ---- | ---- | ---- |
| 22   |      |      |      |      |      | 1    | 2    |
| 23   | 3    | 4    | 5    | 6    | 7    | 8    | 9    |
| 24   | 10   | 11   | 12   | 13   | 14   | 15   | 16   |
| 25   | 17   | 18   | 19   | 20   | 21   | 22   | 23   |
| 26   | 24   | 25   | 26   | 27   | 28   | 29   | 30   |

| Juli | Juli | Juli | Juli | Juli | Juli | Juli | Juli |
| Kw   | Mo   | Di   | Mi   | Do   | Fr   | Sa   | So   |
| ---- | ---- | ---- | ---- | ---- | ---- | ---- | ---- |
| 27   | 1    | 2    | 3    | 4    | 5    | 6    | 7    |
| 28   | 8    | 9    | 10   | 11   | 12   | 13   | 14   |
| 29   | 15   | 16   | 17   | 18   | 19   | 20   | 21   |
| 30   | 22   | 23   | 24   | 25   | 26   | 27   | 28   |
| 31   | 29   | 30   | 31   |      |      |      |      |

| August | August | August | August | August | August | August | August |
| Kw     | Mo     | Di     | Mi     | Do     | Fr     | Sa     | So     |
| ------ | ------ | ------ | ------ | ------ | ------ | ------ | ------ |
| 31     |        |        |        | 1      | 2      | 3      | 4      |
| 32     | 5      | 6      | 7      | 8      | 9      | 10     | 11     |
| 33     | 12     | 13     | 14     | 15     | 16     | 17     | 18     |
| 34     | 19     | 20     | 21     | 22     | 23     | 24     | 25     |
| 35     | 26     | 27     | 28     | 29     | 30     | 31     |        |

| September | September | September | September | September | September | September | September |
| Kw        | Mo        | Di        | Mi        | Do        | Fr        | Sa        | So        |
| --------- | --------- | --------- | --------- | --------- | --------- | --------- | --------- |
| 35        |           |           |           |           |           |           | 1         |
| 36        | 2         | 3         | 4         | 5         | 6         | 7         | 8         |
| 37        | 9         | 10        | 11        | 12        | 13        | 14        | 15        |
| 38        | 16        | 17        | 18        | 19        | 20        | 21        | 22        |
| 39        | 23        | 24        | 25        | 26        | 27        | 28        | 29        |
| 40        | 30        |           |           |           |           |           |           |

| Oktober | Oktober | Oktober | Oktober | Oktober | Oktober | Oktober | Oktober |
| Kw      | Mo      | Di      | Mi      | Do      | Fr      | Sa      | So      |
| ------- | ------- | ------- | ------- | ------- | ------- | ------- | ------- |
| 40      |         | 1       | 2       | 3       | 4       | 5       | 6       |
| 41      | 7       | 8       | 9       | 10      | 11      | 12      | 13      |
| 42      | 14      | 15      | 16      | 17      | 18      | 19      | 20      |
| 43      | 21      | 22      | 23      | 24      | 25      | 26      | 27      |
| 44      | 28      | 29      | 30      | 31      |         |         |         |

| November | November | November | November | November | November | November | November |
| Kw       | Mo       | Di       | Mi       | Do       | Fr       | Sa       | So       |
| -------- | -------- | -------- | -------- | -------- | -------- | -------- | -------- |
| 44       |          |          |          |          | 1        | 2        | 3        |
| 45       | 4        | 5        | 6        | 7        | 8        | 9        | 10       |
| 46       | 11       | 12       | 13       | 14       | 15       | 16       | 17       |
| 47       | 18       | 19       | 20       | 21       | 22       | 23       | 24       |
| 48       | 25       | 26       | 27       | 28       | 29       | 30       |          |

| Dezember | Dezember | Dezember | Dezember | Dezember | Dezember | Dezember | Dezember |
| Kw       | Mo       | Di       | Mi       | Do       | Fr       | Sa       | So       |
| -------- | -------- | -------- | -------- | -------- | -------- | -------- | -------- |
| 48       |          |          |          |          |          |          | 1        |
| 49       | 2        | 3        | 4        | 5        | 6        | 7        | 8        |
| 50       | 9        | 10       | 11       | 12       | 13       | 14       | 15       |
| 51       | 16       | 17       | 18       | 19       | 20       | 21       | 22       |
| 52       | 23       | 24       | 25       | 26       | 27       | 28       | 29       |
| 1        | 30       | 31       |          |          |          |          |          |

| Januar | Januar | Januar | Januar | Januar | Januar | Januar | Januar |
| Kw     | Mo     | Di     | Mi     | Do     | Fr     | Sa     | So     |
| ------ | ------ | ------ | ------ | ------ | ------ | ------ | ------ |
| 1      |        | 1      | 2      | 3      | 4      | 5      | 6      |
| 2      | 7      | 8      | 9      | 10     | 11     | 12     | 13     |
| 3      | 14     | 15     | 16     | 17     | 18     | 19     | 20     |
| 4      | 21     | 22     | 23     | 24     | 25     | 26     | 27     |
| 5      | 28     | 29     | 30     | 31     |        |        |        |

| Februar | Februar | Februar | Februar | Februar | Februar | Februar | Februar |
| Kw      | Mo      | Di      | Mi      | Do      | Fr      | Sa      | So      |
| ------- | ------- | ------- | ------- | ------- | ------- | ------- | ------- |
| 5       |         |         |         |         | 1       | 2       | 3       |
| 6       | 4       | 5       | 6       | 7       | 8       | 9       | 10      |
| 7       | 11      | 12      | 13      | 14      | 15      | 16      | 17      |
| 8       | 18      | 19      | 20      | 21      | 22      | 23      | 24      |
| 9       | 25      | 26      | 27      | 28      |         |         |         |

| März | März | März | März | März | März | März | März |
| Kw   | Mo   | Di   | Mi   | Do   | Fr   | Sa   | So   |
| ---- | ---- | ---- | ---- | ---- | ---- | ---- | ---- |
| 9    |      |      |      |      | 1    | 2    | 3    |
| 10   | 4    | 5    | 6    | 7    | 8    | 9    | 10   |
| 11   | 11   | 12   | 13   | 14   | 15   | 16   | 17   |
| 12   | 18   | 19   | 20   | 21   | 22   | 23   | 24   |
| 13   | 25   | 26   | 27   | 28   | 29   | 30   | 31   |

| April | April | April | April | April | April | April | April |
| Kw    | Mo    | Di    | Mi    | Do    | Fr    | Sa    | So    |
| ----- | ----- | ----- | ----- | ----- | ----- | ----- | ----- |
| 14    | 1     | 2     | 3     | 4     | 5     | 6     | 7     |
| 15    | 8     | 9     | 10    | 11    | 12    | 13    | 14    |
| 16    | 15    | 16    | 17    | 18    | 19    | 20    | 21    |
| 17    | 22    | 23    | 24    | 25    | 26    | 27    | 28    |
| 18    | 29    | 30    |       |       |       |       |       |

| Mai | Mai | Mai | Mai | Mai | Mai | Mai | Mai |
| Kw  | Mo  | Di  | Mi  | Do  | Fr  | Sa  | So  |
| 18  |     |     | 1   | 2   | 3   | 4   | 5   |
| 19  | 6   | 7   | 8   | 9   | 10  | 11  | 12  |
| 20  | 13  | 14  | 15  | 16  | 17  | 18  | 19  |
| 21  | 20  | 21  | 22  | 23  | 24  | 25  | 26  |
| 22  | 27  | 28  | 29  | 30  | 31  |     |     |
| --- | --- | --- | --- | --- | --- | --- | --- |

| Juni | Juni | Juni | Juni | Juni | Juni | Juni | Juni |
| Kw   | Mo   | Di   | Mi   | Do   | Fr   | Sa   | So   |
| ---- | ---- | ---- | ---- | ---- | ---- | ---- | ---- |
| 22   |      |      |      |      |      | 1    | 2    |
| 23   | 3    | 4    | 5    | 6    | 7    | 8    | 9    |
| 24   | 10   | 11   | 12   | 13   | 14   | 15   | 16   |
| 25   | 17   | 18   | 19   | 20   | 21   | 22   | 23   |
| 26   | 24   | 25   | 26   | 27   | 28   | 29   | 30   |

| Juli | Juli | Juli | Juli | Juli | Juli | Juli | Juli |
| Kw   | Mo   | Di   | Mi   | Do   | Fr   | Sa   | So   |
| ---- | ---- | ---- | ---- | ---- | ---- | ---- | ---- |
| 27   | 1    | 2    | 3    | 4    | 5    | 6    | 7    |
| 28   | 8    | 9    | 10   | 11   | 12   | 13   | 14   |
| 29   | 15   | 16   | 17   | 18   | 19   | 20   | 21   |
| 30   | 22   | 23   | 24   | 25   | 26   | 27   | 28   |
| 31   | 29   | 30   | 31   |      |      |      |      |

| August | August | August | August | August | August | August | August |
| Kw     | Mo     | Di     | Mi     | Do     | Fr     | Sa     | So     |
| ------ | ------ | ------ | ------ | ------ | ------ | ------ | ------ |
| 31     |        |        |        | 1      | 2      | 3      | 4      |
| 32     | 5      | 6      | 7      | 8      | 9      | 10     | 11     |
| 33     | 12     | 13     | 14     | 15     | 16     | 17     | 18     |
| 34     | 19     | 20     | 21     | 22     | 23     | 24     | 25     |
| 35     | 26     | 27     | 28     | 29     | 30     | 31     |        |

| September | September | September | September | September | September | September | September |
| Kw        | Mo        | Di        | Mi        | Do        | Fr        | Sa        | So        |
| --------- | --------- | --------- | --------- | --------- | --------- | --------- | --------- |
| 35        |           |           |           |           |           |           | 1         |
| 36        | 2         | 3         | 4         | 5         | 6         | 7         | 8         |
| 37        | 9         | 10        | 11        | 12        | 13        | 14        | 15        |
| 38        | 16        | 17        | 18        | 19        | 20        | 21        | 22        |
| 39        | 23        | 24        | 25        | 26        | 27        | 28        | 29        |
| 40        | 30        |           |           |           |           |           |           |

| Oktober | Oktober | Oktober | Oktober | Oktober | Oktober | Oktober | Oktober |
| Kw      | Mo      | Di      | Mi      | Do      | Fr      | Sa      | So      |
| ------- | ------- | ------- | ------- | ------- | ------- | ------- | ------- |
| 40      |         | 1       | 2       | 3       | 4       | 5       | 6       |
| 41      | 7       | 8       | 9       | 10      | 11      | 12      | 13      |
| 42      | 14      | 15      | 16      | 17      | 18      | 19      | 20      |
| 43      | 21      | 22      | 23      | 24      | 25      | 26      | 27      |
| 44      | 28      | 29      | 30      | 31      |         |         |         |

| November | November | November | November | November | November | November | November |
| Kw       | Mo       | Di       | Mi       | Do       | Fr       | Sa       | So       |
| -------- | -------- | -------- | -------- | -------- | -------- | -------- | -------- |
| 44       |          |          |          |          | 1        | 2        | 3        |
| 45       | 4        | 5        | 6        | 7        | 8        | 9        | 10       |
| 46       | 11       | 12       | 13       | 14       | 15       | 16       | 17       |
| 47       | 18       | 19       | 20       | 21       | 22       | 23       | 24       |
| 48       | 25       | 26       | 27       | 28       | 29       | 30       |          |

| Dezember | Dezember | Dezember | Dezember | Dezember | Dezember | Dezember | Dezember |
| Kw       | Mo       | Di       | Mi       | Do       | Fr       | Sa       | So       |
| -------- | -------- | -------- | -------- | -------- | -------- | -------- | -------- |
| 48       |          |          |          |          |          |          | 1        |
| 49       | 2        | 3        | 4        | 5        | 6        | 7        | 8        |
| 50       | 9        | 10       | 11       | 12       | 13       | 14       | 15       |
| 51       | 16       | 17       | 18       | 19       | 20       | 21       | 22       |
| 52       | 23       | 24       | 25       | 26       | 27       | 28       | 29       |
| 1        | 30       | 31       |          |          |          |          |          |

## Ereignisse

### Politik und Weltgeschehen

#### Januar
- 01. Januar: Kaspar Villiger wird erneut Bundespräsident der Schweiz.
- 01. Januar: Der Euro wird als neue Währung in Umlauf gebracht.
- 01. Januar: Afghanistan. Hamid Karzai übernimmt die Übergangsregierung.
- 01. Januar: Die EU hebt die Visumpflicht für Rumänien auf.
- 01. Januar: Inkrafttreten des bilateralen Abkommens zwischen der EU und der Schweiz
- 02. Januar: Levy Mwanawasa wird Staatspräsident von Sambia.
- 02. Januar: Argentinien. Eduardo Duhalde wird neuer Staatspräsident.
- 11. Januar: Argentinien beendete die Konvertibilität seiner Währung gegenüber dem US-Dollar (Argentinien-Krise).
- 11. Januar: Guantanamo/Kuba. Die USA richten ein Gefangenenlager ein, das zur Aufnahme von „Feinden ohne Kombattantenstatus“ bestimmt ist.
- 12. Januar: Pakistan. In einer Grundsatzrede verurteilt Präsident Pervez Musharraf Terror und Intoleranz.
- 17. Januar: Die 1992 verabschiedete Helsinki-Konvention tritt in Kraft und löst die Helsinki-Konvention von 1974 ab.
- 20. Januar: Republik Kongo. Ein Referendum in der Republik Kongo bestätigt die Verfassungsreform zur Umwandlung in eine präsidiale Republik.

#### Februar
- 10. Februar: Bundeskanzler Gerhard Schröder zum Staatsbesuch in Mexiko
- 11. Februar: Parlamentswahlen in Liechtenstein
- 13. Februar: Deutschland übernimmt führende Rolle beim Aufbau der Polizei in Afghanistan.
- 14. Februar: Bundeskanzler Gerhard Schröder besuchte Argentinien
- 14. Februar: Bahrain wird Königreich. Erster König ist Scheich Hamad bin Isa Al Chalifa.
- 14. Februar: Auf dem Flughafen von Kabul wird der afghanische Minister für Luftfahrt und Tourismus, Abdul Rahman, von Pilgern erschlagen, weil er mit der einzigen afghanischen Maschine nach Indien fliegen will. Die Pilger warten seit Tagen auf einen Flug nach Mekka.
- 19. Februar: Amoklauf an der Wirtschaftsschule Freising
- 22. Februar: Tod von UNITA-Führer Jonas Savimbi (Angola)
- 24. Februar: Parlamentswahlen in Laos

#### März
- 03. März: Volksabstimmung in der Schweiz über Zugehörigkeit zu den Vereinten Nationen
- 10. März: Parlamentswahlen in Kolumbien
- 15. März: Erneute Waffenstillstandsverhandlungen in Angola
- 17. März: Parlamentswahlen in Portugal
- 19. März: Bundespräsident Johannes Rau besucht Rumänien
- 19. März: Der italienische Regierungsberater Marco Biagi wird in Bologna von einer Splittergruppe der Roten Brigaden ermordet
- 21. März: In Liaoyang in Nordchina protestieren Tausende von entlassenen Arbeitern und fordern die Freilassung eines inhaftierten Arbeiterführers
- 21. März: Eine Autobombe in der Nähe der US-Botschaft in Lima tötet neun Menschen und verletzt mindestens 25 weitere. Der Anschlag erfolgt wenige Tage vor dem Eintreffen des US-amerikanischen Präsidenten George W. Bush
- 22. März: Bei der Bundesratsabstimmung über das Zuwanderungsgesetz kommt es im Bundesrat zum Eklat, als das Land Brandenburg uneinheitlich abstimmt und der Bundesratspräsident dieses Votum dann als Ja-Stimme wertet. Mit seiner Entscheidung vom 18. Dezember 2002 hebt das Bundesverfassungsgericht diese Entscheidung auf
- 25. März: Abdullah Tarmugi wird Parlamentspräsident in Singapur

#### April
- 04. April: Unterzeichnung des Waffenstillstandsabkommens zwischen der militärischen UNITA und Regierungsstreitkräften in Angola
- 06. April: José Manuel Barroso wird Ministerpräsident in Portugal
- 08. April: Der Staatspräsident der Volksrepublik China, Jiang Zemin, stattet Deutschland einen Staatsbesuch ab
- 11. April: Tunesien. Anschlag auf die Synagoge „Al Ghriba“ auf Djerba
- 11. April: Caracas, Venezuela. Putsch gegen die Chavez-Regierung nach einer Massendemonstration in den Straßen der Hauptstadt; ca. 15 Tote, Bildung einer Übergangsregierung
- 13. April: Caracas, Venezuela. Nach weiteren Massendemonstrationen Rückkehr Hugo Chávez an die Macht
- 14. April: Komoren. Präsidentschaftswahlen
- 16. April: Einen Monat vor den Wahlen tritt in den Niederlanden die Regierung unter Wim Kok wegen der Vorkommnisse in Srebrenica 1995 zurück.
- 20. April: Parlamentswahlen auf Niue
- 22. April: Algerien. Assoziierungsabkommen mit der EU
- 26. April: Amoklauf von Erfurt. Robert Steinhäuser tötet 16 Menschen am Gutenberg-Gymnasium mit einer Handfeuerwaffe und begeht Suizid.
- 30. April: Algerien und Deutschland treffen Rahmenabkommen zur technischen Zusammenarbeit
- 30. April: Parlamentswahlen in Albanien. Präsident wird Servet Pëllumbi

#### Mai
- 01. Mai: Das Assoziierungsabkommen zwischen der EU und Jordanien tritt in Kraft
- 02. Mai: Bahamas. Perry Christie wird Premierminister
- 02. Mai: Young Vivian wird Premierminister von Niue
- 05. Mai: Frankreich. Jacques Chirac wird als Staatspräsident wiedergewählt
- 06. Mai: Frankreich. Staatspräsident Jacques Chirac ernennt Jean-Pierre Raffarin zum Ministerpräsidenten
- 06. Mai: Marc Ravalomanana wird Staatspräsident in Madagaskar
- 06. Mai: Niederlande. Ermordung des Politikers Pim Fortuyn
- 08. Mai: Abel Pacheco de la Espriella wird Staatspräsident in Costa Rica
- 12. Mai: Amadou Toumani Touré wird Staatspräsident von Mali
- 14. Mai: Parlaments- und Präsidentschaftswahlen in Sierra Leone; Ahmad Tejan Kabbah wird als Staatspräsident in seinem Amt bestätigt
- 16. Mai: Parlamentswahlen in der Dominikanischen Republik.

Flagge des neuen Staates Osttimor

- 20. Mai: Nach fast drei Jahren entlassen die Vereinten Nationen Osttimor in die Unabhängigkeit
- 22. Mai: Das Unterhaus in Nepal wird aufgelöst
- 24. Mai: Der Vertrag zur Reduzierung strategischer Offensivwaffen wird von Russland und den USA unterzeichnet
- 25. Mai: Parlamentswahlen in Lesotho.
- 29. Mai: Bundespräsident Johannes Rau besucht Slowenien
- 30. Mai: Parlamentswahlen in Algerien

#### Juni
- 9./16. Juni: Parlamentswahlen in Frankreich
- 13. Juni: Die USA treten einseitig vom ABM-Vertrag zurück
- 13. Juni: Erste Ratsversammlung aller afghanischen Stammesführer in Kabul, Afghanistan
- 14. Juni: Regierungsabkommen über filmwirtschaftliche Beziehungen zwischen Luxemburg und Deutschland
- 17. Juni: Das Assoziierungsabkommen zwischen der EU und dem Libanon wird unterzeichnet
- 24. Juni: Albanien. Das Parlament wählt den ehemaligen Verteidigungsminister Alfred Moisiu zum Präsidenten
- 30. Juni: Parlamentswahlen in Kamerun

#### Juli

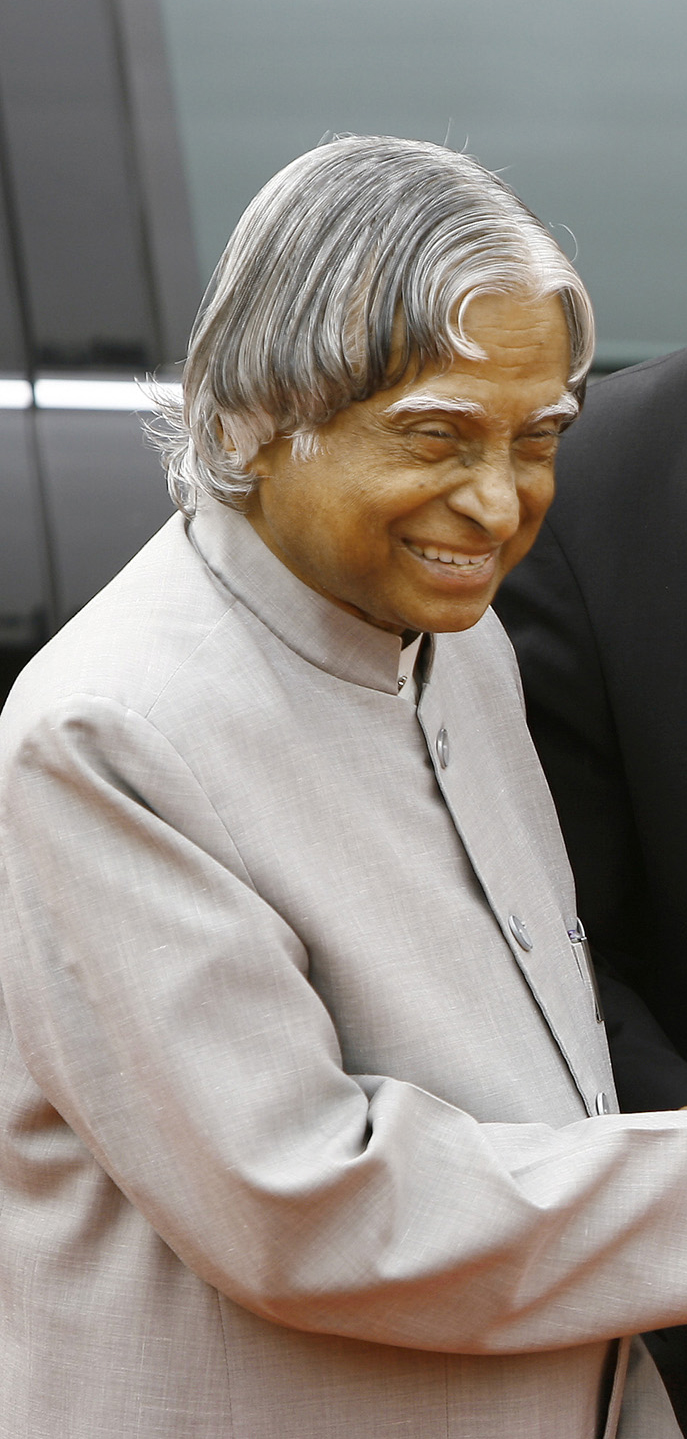
Avul Pakir Jainulabdeen Abdul Kalam

- 01. Juli: Ein russisches Passagierflugzeug vom Typ Tupolew Tu-154 und eine Frachtmaschine der DHL vom Typ Boeing 757 stoßen in 11.000 m Höhe über dem Bodensee bei Überlingen zusammen und stürzen ab. Es gibt 71 Tote. Als Ursache wurde ein Fehler der zuständigen schweizerischen Luftüberwachung Skyguide angegeben. Die Flugzeugkollision von Überlingen ist das schwerste Flugzeugunglück über Deutschland in neuerer Zeit
- 05. Juli: Angola ratifiziert das Ottawa-Abkommen über die Ächtung von Anti-Personen-Minen
- 07. Juli: Algerien lässt 101 marokkanische Kriegsgefangene nach über 20 Jahren Gefangenschaft frei
- 14. Juli: Drei Zuschauer überwältigen in Paris den Franzosen Maxime Brunerie, als dieser bei der Parade zum Nationalfeiertag mit einem Karabiner den Staatspräsidenten Jacques Chirac töten will.
- 15. Juli: Präsidentschaftswahl in Indien
- 16. Juli: Die republikanische Untergrundorganisation Nordirlands IRA entschuldigt sich erstmals für die zivilen Opfer der eigenen Terroraktionen
- 25. Juli: A. P. J. Abdul Kalam wird als Staatspräsident in Indien vereidigt
- 27. Juli: Fatos Nano wird Regierungschef in Albanien
- 30. Juli: Demokratische Republik Kongo. Unterzeichnung des Friedensabkommens in Pretoria, Südafrika mit Ruanda
- 30. Juli: 5. Besuch von Papst Johannes Paul II. in Mexiko

#### August
- 03. August: Bolivien. Gonzalo Sánchez de Lozada Bustamante wurde zum Präsidenten gewählt
- 07. August: Álvaro Uribe Vélez wird Staatspräsident in Kolumbien
- 15. August: Michael Somare wird Regierungschef in Papua-Neuguinea
- 22. August: Einweihung der Polizeiakademie in Kabul, Afghanistan durch Präsident Hamid Karzai und Innenminister Taj Mohammad Wardak
- 23. August: Angola. Übereinkommen zwischen Regierung und UNITA, das Lusaka-Protokoll innerhalb von 45 Tagen umzusetzen
- 24. August: Regierungsneubildung in Kamerun
- 26. August: Beginn des Weltgipfels für nachhaltige Entwicklung in Johannesburg

#### September
- 05. September: Eröffnung der deutsch-rumänischen Handelskammer in Bukarest, Rumänien
- 06. September: Iajuddin Ahmed wird Präsident von Bangladesch
- 10. September: Die Schweiz wird das 190. Mitglied der Vereinten Nationen[1]
- 15. September: Parlamentswahl und Regierungsumbildung in Mazedonien
- 15. September: Reichstagswahlen in Schweden
- 16. September: Ibrahim Boubacar Keïta wird Ministerpräsident von Mali
- 19. September: Erneuter Putschversuch in der Elfenbeinküste
- 22. September: Bundestagswahl 2002. SPD und Grüne können ihre Regierungsmehrheit knapp behaupten, SPD = 251 Mandate, CDU/CSU = 248, Grüne = 55, FDP = 47. Die PDS scheitert an der Fünf-Prozent-Klausel, erringt aber in Berlin zwei Direktmandate.
- 24. September: In Bahrain wird ein Gesetz zur Gründung von freien Gewerkschaften erlassen
- 27. September:
  - Parlamentswahl in Marokko
  - der Staatspräsident von São Tomé und Príncipe entlässt die Regierung

#### Oktober
- 04. Oktober: Maria das Neves Ceita Baptista de Sousa wird Staatsoberhaupt in São Tomé und Príncipe
- 05. Oktober: Parlamentswahlen in Lettland
- 05. Oktober: Ruanda. Alle militärischen Truppen aus dem Kongo sind zurück
- 08. Oktober: Senatswahlen in Kasachstan
- 08. Oktober: Der Außenminister von Israel, Schimon Peres, besucht Mauretanien
- 10. Oktober: Kommunalwahlen in Algerien, aus denen die FLN erneut siegreich hervorgeht
- 10. Oktober: Parlamentswahlen in Pakistan
- 11. Oktober: Lokendra Bahadur Chand wird neuer Premierminister in Nepal
- 12. Oktober: Bei einem Bombenanschlag auf Bali werden 202 Menschen getötet und 209 verletzt
- 16. Oktober: Eröffnung der „Bibliotheca Alexandrina“ in Alexandria, Ägypten
- 21. Oktober: König Abdullah II. von Jordanien auf Staatsbesuch in Deutschland
- 21. Oktober: Mexiko. Beginn des APEC-Gipfels
- 23. Oktober: Russland. Bei einer Geiselnahme im Moskauer Dubrowka-Theater bringen tschetschenische Rebellen 850 Menschen in ihre Gewalt. Die Geiselnahme, bei der 130 Geiseln sowie alle Entführer starben, konnte drei Tage später beendet werden.
- 24. Oktober: Bahrain. Erster Wahlgang für Parlamentswahlen seit fast 30 Jahren. Zweiter Wahlgang: 31. Oktober

#### November
- 01. November: Branko Crvenkovski wird Ministerpräsident in Mazedonien
- 07. November: Idrissa Seck wird Premierminister von Senegal
- 11. November: Bundespräsident Johannes Rau zum Staatsbesuch in Spanien
- 12. November: Konkordat zwischen dem Heiligen Stuhl und Brandenburg
- 15. November: Kabinettsumbildung in Ruanda.
- 17. November: Kommunalwahlen in Peru
- 18. November: Chile unterzeichnet das Assoziationsabkommen mit der EU in Brüssel
- 20. November: Angola. Offizieller Abschluss der Umsetzung des Lusaka-Protokolls
- 21. November: Estland wird zu Beitrittsverhandlungen in die NATO eingeladen
- 21. November: Konkordat zwischen dem Heiligen Stuhl und Bremen
- 21. November: Zafarullah Khan Jamali wird Regierungschef in Pakistan
- 21. November: Wiktor Janukowytsch wird Ministerpräsident in der Ukraine
- 24. November: Nationalratswahlen in Österreich, ÖVP stimmenstärkste Partei
- 27. November: Dänemark. Anders Fogh Rasmussen wird Ministerpräsident
- 29. November: Bundespräsident Johannes Rau besucht Budapest, Ungarn

#### Dezember
- 13. Dezember: Der EU-Gipfel in Kopenhagen beschließt die Aufnahme von zehn neuen Mitgliedern am 1. Mai 2004 („Osterweiterung“)
- 15. Dezember: Äquatorialguinea: Präsident Teodoro Obiang Nguema Mbasogo wird für weitere sieben Jahre in seinem Amt bestätigt
- 15. Dezember: Parlamentswahlen in Madagaskar
- 22. Dezember: Janez Drnovšek wird Staatspräsident in Slowenien
- 30. Dezember: Mwai Kibaki wird Staatspräsident in Kenia
- 30. Dezember: Verfassungsänderung in Togo

### Wirtschaft
- 01. Januar: Der Euro wird in zwölf Staaten der Europäischen Union sowie in Andorra, Monaco, Montenegro, San Marino und dem Vatikan als gemeinsame Währung eingeführt. Das Euro-Bargeld ist seitdem gesetzliches Zahlungsmittel. Die allerersten, die mit dem Euro bezahlen können, sind die Einwohner des französischen Übersee-Départements Réunion
- 08. April: Mit dem Insolvenzantrag der Kirch Media wird die Pleite des Medienimperiums Leo Kirchs offiziell.
- 12. April: Doppelbesteuerungsabkommen zwischen Deutschland und Oman
- 14. April: Das Investitionsförderungs- und -schutzabkommen zwischen Deutschland und Kambodscha tritt in Kraft
- 24. Juni: Neuer Investitionsförderungs- und -schutzvertrag zwischen Deutschland und Thailand
- 21. Juli: Das Telefonunternehmen WorldCom beantragt beim Insolvenzgericht in New York Süd Gläubigerschutz nach Chapter 11 des US-Insolvenzrechts und verursacht einen der größten Börsenskandale.
- 20. September: Der DAX (Deutscher Aktienindex) sinkt erstmals seit 1996 wieder unter 3000 Punkte
- 19. Dezember: Doppelbesteuerungsabkommen zwischen Deutschland und Mazedonien
- 30. Dezember: Der Verlag der New York Times übernimmt den 50-Prozent-Anteil des Verlages der Washington Post an der global erscheinenden Tageszeitung International Herald Tribune und wird deren Alleineigentümer.
- Das US-amerikanische Unternehmen Compaq wird von Hewlett-Packard übernommen.

### Wissenschaft und Technik
- 23. Februar: Bei einer Polizeiaktion kann die Himmelsscheibe von Nebra sichergestellt werden.
- 06. April: Der Meteorit Neuschwanstein geht in deutsch-österreichischem Grenzgebiet nieder.
- 04. Mai: Start des Forschungssatelliten Aqua der US-amerikanischen NASA zur Erforschung der Rolle des Wassers im komplexen Ökosystem unserer Erde
- 12. Mai: Die Buran 1.01, der einzige aus dem Buran-Programm jemals in den Weltraum geflogene Orbiter, wird auf dem Weltraumbahnhof Baikonur zerstört, als die Decke des aufgegebenen Hangars einbricht.
- 21. Mai: Der zweite Rundbrief der ISO erscheint.
- 03. Juli: Steve Fossett gelingt in dreizehneinhalb Tagen eine erfolgreiche Weltumrundung mit einem Ballon.
- 05. Juni: Osttimor wird Mitglied in der UNESCO.
- 10. Juni: Ringförmige Sonnenfinsternis im Nordpazifik

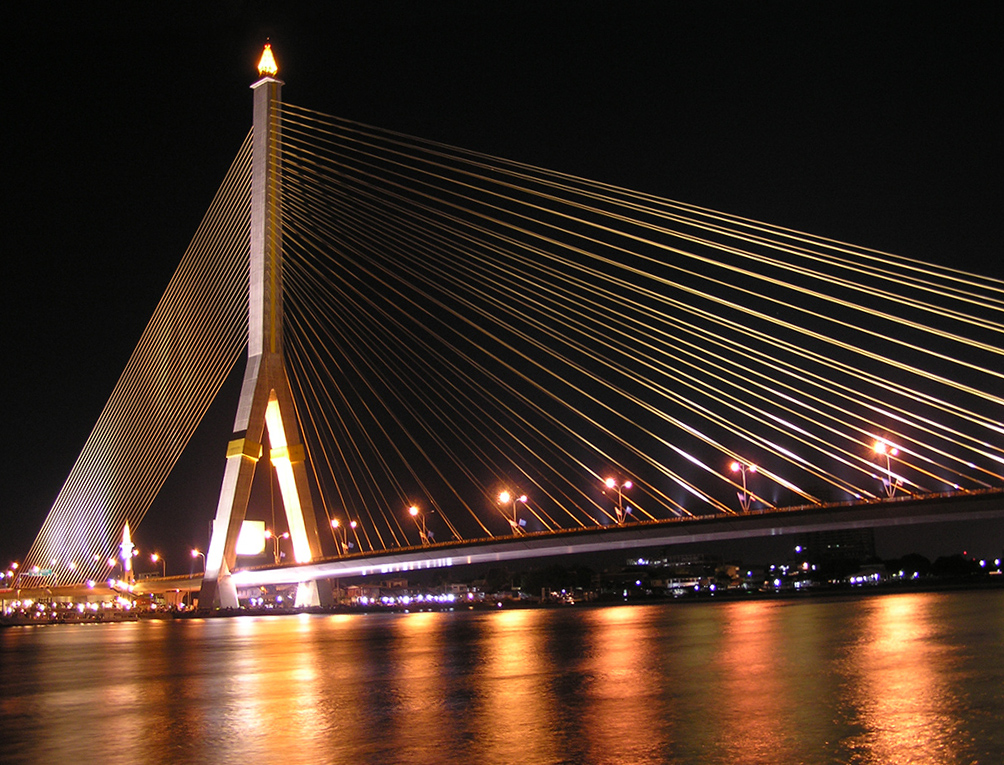
Rama-VIII-Brücke bei Nacht

- 20. September: In Bangkok wird die Rama-VIII-Brücke über den Mae Nam Chao Phraya offiziell eröffnet.
- 01. Oktober: Wiedereintritt der Vereinigten Staaten von Amerika in die UNESCO

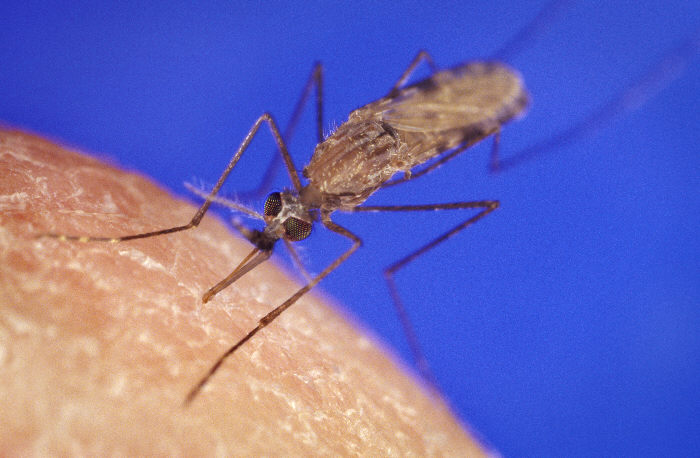
Die Stechmückenart Anopheles gambiae, Überträger der Malaria

- 03. Oktober: Die Genome der Malariaerreger Plasmodium yoelii yoelii und Plasmodium falciparum sowie am 4. Oktober des Überträgers, der Stechmückenart Anopheles gambiae, wurden vollständig entschlüsselt.
- 19. November: Eröffnung des Mathematikums in Gießen
- 04. Dezember: Totale Sonnenfinsternis im südlichen Afrika und in Australien
- Erstmalige Vergabe des Hansen-Preises
- Beginn des Pilot-Schulprojekts MODUS21

### Kultur
- 15. Mai – 20. Oktober: Die Schweizerische Landesausstellung Expo.02 ist zu besichtigen.
- 08. Juni – 15. September: Die Documenta11-Weltausstellung der Kunst findet in Kassel statt.
- 27. Juni: Die „Kulturlandschaft Oberes Mittelrheintal“ zwischen Bingen/Rüdesheim und Koblenz wird von der UNESCO zum „Weltkulturerbe der Menschheit“ erklärt.
- 22. Juli: Das Kulturabkommen zwischen Deutschland und Kirgisistan tritt in Kraft.
- 20. August: In Rovereto eröffnet das Museo di arte moderna e contemporanea di Trento e Rovereto (MART), das unter anderem eine Sammlung futuristischer Kunst beherbergt.
- September: Die Pinakothek der Moderne wird in München eingeweiht.
- 16. November: Das Escher-Museum wird in Den Haag eröffnet, das sich dem Œuvre des niederländischen Künstlers und Grafikers M. C. Escher widmet.
- Günter Grass veröffentlicht Im Krebsgang.
- Martin Walser veröffentlicht Tod eines Kritikers.
- Die belgische Stadt Brügge und die spanische Stadt Salamanca sind gemeinsam Europäische Kulturhauptstadt.
- Erstmalige Vergabe des Kunstpreis der Sachsen LB
- Eröffnung des Kunstmuseum Walter
- Eröffnung der Pinacoteca Giovanni e Marella Agnelli
- Carl Zuckmayers Geheimreport erscheint im Wallstein-Verlag.
- Einweihung der größten Statue, dem Spring Temple Buddha in China

#### Musik
- Marie N gewinnt am 25. Mai in Tallinn mit dem Lied I Wanna für Lettland die 47. Auflage des Eurovision Song Contest.
- Eröffnung des neuen Konzerthauses (Philharmonie für Westfalen) in Dortmund.

Siehe auch: Kategorie:Musik 2002

#### Film und Fernsehen
- Nach zehn Jahren kommt am 28. April 2002 Tele 5 zurück ins deutsche Fernsehen.

### Gesellschaft
- 05. Januar: Aus Sympathie zum Terroristen Osama bin Laden fliegt in Tampa im US-Bundesstaat Florida ein Fünfzehnjähriger mit einem Kleinflugzeug in ein 42-stöckiges Bankgebäude. Er ist einziges Opfer des Selbstmordattentats.
- 02. Februar: In Amsterdam heiraten der niederländische Kronprinz Willem-Alexander und Máxima Zorreguieta.
- 26. April: Der 19-jährige ehemalige Schüler Robert Steinhäuser tötet während eines zehnminütigen Amoklaufs am Erfurter Gutenberg-Gymnasium 16 Menschen und anschließend sich selbst (siehe Amoklauf von Erfurt)
- 02. Mai: Gründung der Krzysztof-Nowak-Stiftung.
- 18. Juni: Am dritten „Sozialen Tag“ von Schüler Helfen Leben tauschen 210.000 Schülerinnen und Schüler in Schleswig-Holstein, Hamburg und Niedersachsen ihre Schulbank gegen einen bezahlten Job: und spenden über 3,8 Millionen Euro für mildtätige Zwecke
- 15. September: Gründung des European Inter-University Centre for Human Rights and Democratisation in Venedig.

### Sport
Einträge von Leichtathletik-Weltrekorden siehe unter der jeweiligen Disziplin unter Leichtathletik.
- 05. Januar: Luan Krasniqi wird Schwergewichts-Europameister im Boxen; er besiegt René Monse nach Punkten.
- 06. Januar: Sven Hannawald gewinnt als erster Skispringer alle vier Einzelspringen der Vierschanzentournee.
- 08. bis 24. Februar: XIX. Olympische Winterspiele in Salt Lake City, USA.
- 08. Februar: Vitali Klitschko gewinnt seinen Boxkampf gegen Vaughn Bean in der Volkswagen Halle, Braunschweig, Deutschland, durch technischen K.o.
- 03. März bis 13. Oktober: Austragung der 53. Formel-1-Weltmeisterschaft
- 16. März: Wladimir Klitschko gewinnt seinen Boxkampf gegen Francois Botha in der Hanns-Martin-Schleyer-Halle in Stuttgart, Deutschland, durch technischen K.o.
- 07. April bis 3. November: Austragung der 54. FIM-Motorrad-Straßenweltmeisterschaft
- 27. April: Der SC Magdeburg gewinnt als erste deutsche Handball-Bundesligamannschaft die EHF Champions League.
- 05. Mai: Im Finale der Basketball-Euroleague besiegt Panathinaikos Athen Kinder Bologna mit 89:83 und wird zum dritten Mal Europameister.
- 25. Mai: Neuseeland gewinnt das Finale der Frauen-Rugby-Union-Weltmeisterschaft in Barcelona 19:9 gegen England.
- 31. Mai bis 30. Juni: 17. Fußball-WM in Japan und Südkorea; Brasilien gewinnt das Endspiel gegen Deutschland mit 2:0 Toren und wird zum fünften Mal Weltmeister. Ein Großteil der Favoriten wie Frankreich und Argentinien kommen nicht über die Vorrunde hinaus.
- Juli: Tour-de-France-Sieger wird Lance Armstrong.
- 21. Juli: Michael Schumacher gewinnt seinen fünften Formel-1-Weltmeistertitel
- 23. November: Vitali Klitschko gewinnt seinen Boxkampf gegen Larry Donald in der Westfalenhalle, Dortmund, durch technischen K.o.
- 07. Dezember: Wladimir Klitschko gewinnt seinen Boxkampf gegen Jameel McCline in Mandalay Bay, Las Vegas, Nevada, USA, durch technischen K.o.
- 12. Dezember: Mit Oak Hill gegen St.Vincent-St.Mary (siehe LeBron James) wird erstmals ein High-School-Basketball-Spiel live im US-Fernsehen übertragen.
- 22. Dezember: Zu Sportlern des Jahres in Deutschland werden gewählt: Franziska van Almsick, Sven Hannawald, deutsche Fußballnationalmannschaft.

### Katastrophen
- 27. Januar: In Lagos ereignen sich etwa 30 Explosionen in einem brennenden Munitionsdepot der nigerianischen Armee. Sie zerstören angrenzende Gebäude und lösen eine panische Flucht Tausender Menschen aus, die weitere Tote verursacht. Etwa 1000 Opfer sind die Bilanz.
- 12. Februar: Chorramabad, Iran. Eine Tupolew Tu-154 der Iran Airtour prallt während des Landeanfluges in dichtem Nebel gegen einen Berg in der Sefid-Kouh-Bergkette. Alle 117 Passagiere an Bord sterben.
- 03. März: Erdbeben der Stärke 7,4 in der Region Hindukusch, Afghanistan, 166 Tote
- 25. März: Erdbeben der Stärke 6,1 in der Region Hindukusch, Afghanistan, ca. 1000 Tote
- 15. April: Busan, Südkorea. Eine Boeing 767 der Air China, aus Peking kommend, stürzt beim letzten Landeanflugversuch in ein Waldgebiet. 128 Menschen sterben, 39 können gerettet werden.
- 03. Mai: Die überladene Fähre Salahuddin 2 sinkt in einem Sturm auf dem Fluss Meghna in Bangladesch südlich von Dhaka. Mindestens 450 Menschen ertrinken.[2]
- 07. Mai: Dalian, Liaoning, Volksrepublik China. Eine MD-82 der China Northern Airlines (Flug 6136) stürzt kurz vor der Küste ins Meer. Alle 112 Menschen an Bord sterben.
- 25. Mai: Nahe der Insel Penghu, Taiwan verschwindet eine Boeing 747-209B der China Airlines 20 Minuten nach dem Start vom Flughafen Taipeh plötzlich vom Radar. Die Maschine stürzt aus etwa 12.000 Metern ins Meer und reißt alle 225 Menschen an Bord in den Tod. Die Ursache war eine nie erfolgte endgültige Reparatur des Hecks nach einer Bodenberührung im Jahr 1980.
- 04. Juni: Die Zeyzoun-Talsperre in Syrien bricht. Durch die Flutwelle gibt es bis zu 100 Todesopfer.
- 22. Juni: Erdbeben der Stärke 6,5 im Iran, 261 Tote
- 01. Juli: Flugzeugabsturz über Owingen nahe Überlingen am Bodensee, es sterben 71 Menschen, darunter 45 Kinder bzw. Jugendliche.
- 27. Juli: Beim Flugtagunglück von Lemberg sterben 85 Menschen, über 100 werden verletzt. Es ist die bislang schwerste Katastrophe bei einer Kunstflugvorführung.
- August: Elbhochwasser 2002: Jahrhundertflut an der Elbe und einigen ihrer Nebenflüsse, Nieder- und Oberösterreich, in der Obersteiermark und in Wien sowie in Tschechien durch die Donau und ihre Zuflüsse
- 26. September: Untergang der senegalesischen Fähre Le Joola, der einzigen Fähre zwischen Casamance und Dakar, mit über 1.800 Todesopfern
- 12. Oktober: Bali. Bei Sprengstoffattentaten auf zwei Diskotheken in Kuta werden 202 Menschen, vor allem australische Touristen, getötet.
- 23. Oktober: Moskau, Russland. Geiselnahme durch tschetschenische Terroristen während einer Aufführung des Musicals „Nord-Ost“ im Dubrowka-Theater. Etwa 120 der ca. 800 Geiseln sterben bei der Befreiung durch russische Sicherheitskräfte.
- 15. November: Das Kriegsschiff Destroyer sinkt östlich von Sable Island in 1.500 Meter Tiefe.

## Geboren

### Januar
- 01. Januar: Amona Aßmann, deutsche Schauspielerin
- 02. Januar: Fany Bertrand, französische Biathletin
- 03. Januar: Anna Schpynjowa, russische Skispringerin
- 06. Januar: Owen Moffat, schottischer Fußballspieler
- 08. Januar: Maya Cloetens, französisch-belgische Biathletin
- 10. Januar: Ansgar Knauff, deutscher Fußballspieler
- 13. Januar: Alexandra Föster, deutsche Ruderin
- 13. Januar: Frederik Vesti, dänischer Automobilrennfahrer
- 15. Januar: Zoe Wees, deutsche Sängerin
- 18. Januar: Karim Adeyemi, deutscher Fußballspieler
- 18. Januar: Lewis Williams, walisischer Dartspieler
- 19. Januar: Jonas Schmidt-Foß, deutscher Synchronsprecher
- 21. Januar: Daniella Rosas, peruanische Surferin
- 22. Januar: Caitlin Clark, US-amerikanische Basketballspielerin
- 22. Januar: Daniel Moroder, italienischer Skispringer
- 23. Januar: Luca Stanga, italienischer Fußballspieler
- 26. Januar: Jomaine Consbruch, deutscher Fußballspieler
- 27. Januar: Scott McGill, schottischer Fußballspieler
- 27. Januar: Lin Pin-chun, taiwanesische Handballspielerin
- 30. Januar: Lea Müller, deutsche BMX-Sportlerin
- 31. Januar: Sven Schwarz, deutscher Schwimmer

### Februar
- 02. Februar: Phillip Böhm, deutscher Fußballtorwart
- 02. Februar: Soni Bringas, US-amerikanische Schauspielerin und Tänzerin
- 03. Februar: Radu Drăgușin, rumänischer Fußballspieler
- 04. Februar: Alexander Blank, deutscher Eishockeyspieler
- 04. Februar: Troy Parrott, irischer Fußballspieler
- 04. Februar: Jackie R. Jacobson, US-amerikanische Schauspielerin
- 05. Februar: Davis Cleveland, US-amerikanischer Schauspieler
- 05. Februar: Tim Lemperle, deutscher Fußballspieler
- 07. Februar: Hayden Muller, englischer Fußballspieler
- 10. Februar: Kyle McClelland, nordirisch-schottischer Fußballspieler
- 11. Februar: Liam Lawson, neuseeländischer Automobilrennfahrer
- 12. Februar: Matteo Cancellieri, italienischer Fußballspieler
- 12. Februar: Lukas Dunner, österreichischer Automobilrennfahrer
- 12. Februar: Mohamed Ihattaren, niederländisch-marokkanischer Fußballspieler
- 12. Februar: Yannis Fischer, deutscher Leichtathlet
- 14. Februar: Luciano Darderi, italienischer Tennisspieler
- 14. Februar: Caroline Marks, US-amerikanische Surferin
- 14. Februar: Alessandro Schuster, deutscher Schauspieler
- 14. Februar: Nick Woltemade, deutscher Fußballspieler
- 16. Februar: Leonhard Korus, deutscher Eishockeyspieler
- 16. Februar: Fabian Rieder, Schweizer  Fußballspieler
- 18. Februar: Adam Gawlas, tschechischer Dartspieler
- 20. Februar: Sonja Leinamo, finnische Biathletin
- 21. Februar: Marcus & Martinus, norwegisches Musikduo
- 22. Februar: Celina Borko, deutsche Synchronsprecherin
- 22. Februar: Erik Shuranov, ukrainisch-deutscher Fußballspieler
- 23. Februar: Emilia Jones, britische Schauspielerin
- 24. Februar: Oscar Brose, deutscher Schauspieler

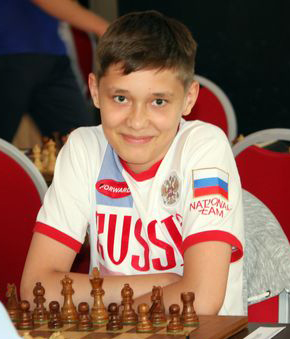
Andrei Jessipenko (2017)

### März
- 01. März: Dion Beljo, kroatischer Fußballspieler
- 01. März: Dalia Mya Schmidt-Foß, deutsche Synchronsprecherin und Schauspielerin
- 03. März: Allan Delferrière, belgischer Fußballspieler
- 03. März: Lorenzo Germani, italienischer Radrennfahrer
- 03. März: Lorenzo Musetti, italienischer Tennisspieler
- 04. März: Océane Michelon, französische Biathletin
- 04. März: Pascale Paradis, kanadische Biathletin
- 05. März: Matthew Riccitello, US-amerikanischer Radrennfahrer
- 05. März: Kayla Shyx, deutsche Schauspielerin und Webvideoproduzentin
- 08. März: Lorenzo Colombo, italienischer Fußballspieler
- 11. März: Shigeyuki Nakarai, japanischer Breakdancer
- 12. März: Teddy Jenks, englischer Fußballspieler
- 15. März: Belen Gettwart, deutsche Handballspielerin
- 16. März: Isabelle Allen, britische Schauspielerin
- 16. März: Arnaud De Lie, belgischer Radrennfahrer
- 16. März: Gu Cang, chinesischer Biathlet
- 17. März: Manlio Moro, italienischer Radrennfahrer
- 18. März: Oliver Klemet, deutscher Freiwasserschwimmer
- 19. März: Lorenzo Milesi, italienischer Radrennfahrer
- 22. März: Kayla Hepler, marshallische Schwimmerin
- 22. März: Andrei Jessipenko, russischer Schachmeister
- 22. März: Caitlin McFarlane, französische Skirennläuferin
- 27. März: Dominik Grüllich, deutscher Dartspieler
- 29. März: Cem Türkmen, türkisch-deutscher Fußballspieler
- 29. März: Vanessa Wagner, deutsche Para-Judoka
- 30. März: Nadia Melliti,  französische Filmschauspielerin
- 30. März: Ella Zirzow, deutsche Schauspielerin

### April
- 02. April: Marco John, deutscher Fußballspieler
- 02. April: Emma Myers, US-amerikanische Schauspielerin
- 04. April: Daniel Grassl, italienischer Eiskunstläufer
- 11. April: Mark Hafnar, slowenischer Skispringer
- 12. April: Max Krauthausen, deutscher Kinderdarsteller
- 13. April: Filip Geljo, kanadischer Schauspieler
- 13. April: Jeanne Richard, französische Biathletin
- 14. April: Jan Guńka, polnischer Biathlet
- 16. April: Sadie Sink, US-amerikanische Schauspielerin
- 17. April: Gro Randby, norwegische Biathletin
- 19. April: Loren Gray, US-amerikanische Influencerin und Sängerin
- 19. April: Magnus Sheffield, US-amerikanischer Radrennfahrer
- 20. April: Irina Alexejewa, russische Kunstturnerin
- 23. April: Craig Galliano, gibraltarischer Dart- und Fußballspieler
- 23. April: Tim Prica, schwedischer Fußballspieler
- 23. April: Gian van Veen, niederländischer Dartspieler
- 24. April: Charlie McCann, nordirischer Fußballspieler
- 25. April: Johanna Bassani, österreichische Nordische Kombiniererin († 2020)
- 26. April: Lara Wagner, österreichische Biathletin
- 28. April: Adrianna Di Liello, kanadische Schauspielerin und Tänzerin

### Mai
- 03. Mai: Charlotte Lorenzen, deutsche Schauspielerin
- 04. Mai: Archie Meekison, schottischer Fußballspieler
- 06. Mai: Flavio Cobolli, italienischer Tennisspieler
- 09. Mai: Cree Cicchino, US-amerikanische Schauspielerin und Tänzerin
- 09. Mai: Isabel Marie Gose, deutsche Schwimmmeisterin
- 12. Mai: Moritz Kretschy, deutscher Radsportler
- 15. Mai: Lil Huddy, US-amerikanischer Influencer, TikToker und Sänger
- 15. Mai: Ben Smith, englischer Squashspieler
- 16. Mai: Ryan Gravenberch, niederländisch-surinamischer Fußballspieler
- 16. Mai: Isaac Kragten, kanadischer Schauspieler
- 16. Mai: Ali Skovbye, kanadische Schauspielerin
- 16. Mai: Zoe Zimmermann, US-amerikanische Skirennläuferin
- 18. Mai: Alina Sagitowa, russische Eiskunstläuferin und Olympiasiegerin
- 21. Mai: Nicola Carraro, italienischer Motorradrennfahrer
- 21. Mai: Elena Huelva, spanische Aktivistin für den Kampf gegen Krebs († 2023)
- 25. Mai: Noah Atubolu, deutscher Fußballspieler

### Juni
- 01. Juni: Mohamed Khalil Jendoubi, tunesischer Taekwondoin
- 02. Juni: Madison Hu, US-amerikanische Schauspielerin
- 04. Juni: Joséphine Pagnier, französische Skispringerin
- 05. Juni: Amélie Hoeferle, deutsche Schauspielerin
- 05. Juni: Zhang Kexin, chinesische Freestyle-Skierin
- 06. Juni: Juan Alegría, kolumbianischer Fußballspieler
- 06. Juni: Moritz Schirdewahn, deutscher Schauspieler und Webvideoproduzent
- 08. Juni: Quinn Dehlinger, US-amerikanischer Freestyle-Skier
- 08. Juni: Yang Longxiao, chinesischer Freestyle-Skier
- 11. Juni: Windy Cantika Aisah, indonesische Gewichtheberin
- 11. Juni: Olli Caldwell, britischer Automobilrennfahrer
- 12. Juni: Charles Crombez, belgischer Schauspieler
- 12. Juni: Koni De Winter, belgischer Fußballspieler
- 12. Juni: Mathias Vacek, tschechischer Radrennfahrer
- 17. Juni: Lisa und Lena, deutsche Webvideoproduzentinnen
- 17. Juni: Sean Negrette, gibraltarischer Dartspieler
- 19. Juni: Efraín Álvarez, US-amerikanisch-mexikanischer Fußballspieler
- 19. Juni: Tim Torn Teutenberg, deutscher Radsportler
- 20. Juni: Ava Sunshine, US-amerikanische Skirennläuferin
- 25. Juni: Keane Barry, irischer Dartspieler
- 25. Juni: Mason Vale Cotton, US-amerikanischer Schauspieler
- 28. Juni: Marta Kostjuk, ukrainische Tennisspielerin

### Juli
- 02. Juli: Sebastiano Esposito, italienischer Fußballspieler
- 02. Juli: Johanna Puff, deutsche Biathletin
- 04. Juli: Dirk Geiger, deutscher Motorradrennfahrer
- 06. Juli: Martina Trabucchi, italienische Biathletin
- 07. Juli: Hasbulla, russischer Videoblogger
- 08. Juli: Davide Piganzoli, italienischer Radrennfahrer
- 09. Juli: Amaury Cordeel, belgischer Automobilrennfahrer
- 10. Juli: Lucy Ella von Scheele, deutsche Schauspielerin
- 14. Juli: Daniel Adamczyk, deutscher Fußballspieler
- 15. Juli: Bijoy Garg, US-amerikanischer Autorennfahrer
- 15. Juli: Samed Onur, türkisch-deutscher Fußballspieler
- 17. Juli: Enzo Millot, französischer Fußballspieler
- 18. Juli: Larissa Iapichino, italienische Leichtathletin
- 21. Juli: Rika Kihira, japanische Eiskunstläuferin
- 23. Juli: Benjamin Flores, Jr., amerikanischer Schauspieler und Rapper
- 25. Juli: Adam Hložek, tschechischer Fußballspieler
- 26. Juli: Michael Campion, US-amerikanischer Schauspieler
- 30. Juli: Alex Gufler, italienischer Rennrodler
- 30. Juli: Sofja Samodurowa, russische Eiskunstläuferin
- 00. Juli: Jack Owen Berglund US-amerikanisch-deutscher Schauspieler

### August
- 03. August: Patrícia Tajcnárová, slowakische Bobfahrerin und Fußballspielerin
- 06. August: Nessa Barrett, US-amerikanische Sängerin
- 07. August: Florian Elias, deutscher Eishockeyspieler
- 08. August: Mustafa Kapı, türkischer Fußballspieler
- 08. August: Lisa Nyberg, schwedische Skirennläuferin
- 09. August: Elina Michailowna Nagula, russische Billardspielerin
- 18. August: Luna Kuse, deutsche Schauspielerin
- 18. August: Klavdia Papadopoulou, griechische Sängerin
- 19. August: Albert Rosas, andorranischer Fußballspieler
- 26. August: Angelina Alexejewna Simakowa, russische Kunstturnerin
- 27. August: Marco Brenner, deutscher Radrennfahrer
- 29. August: Connor Barron, schottischer Fußballspieler
- 30. August: Paige Jones, US-amerikanische Skispringerin
- 31. August: Anastassija Andrejewna Smirnowa, russische Freestyle-Skierin

### September
- 01. September: Romeo Beckham, englischer Fußballspieler
- 02. September: Jasmine Liu, amerikanisch-samoanische Handballspielerin
- 05. September: Einár, schwedischer Rapper († 2021)
- 05. September: Alessandra Mele, italienisch-norwegische Sängerin
- 08. September: Gaten Matarazzo, US-amerikanischer Schauspieler
- 11. September: Chiara Pogneaux, französische Skirennläuferin
- 12. September: Filip Ugran, rumänischer Automobilrennfahrer
- 14. September: Linda Zingerle, italienische Biathletin
- 16. September: Juan Ayuso, spanischer Radrennfahrer
- 18. September: Stuart McKinstry, schottischer Fußballspieler
- 18. September: Antonio Serravalle, kanadischer Autorennfahrer
- 19. September: Jason und Kristopher Simmons, US-amerikanische Schauspieler
- 22. September: Cody Veith, US-amerikanischer Schauspieler
- 25. September: Kieran Ngwenya, malawischer Fußballspieler
- 27. September: Jenna Ortega, US-amerikanische Schauspielerin
- 27. September: Jillian Shea Spaeder, US-amerikanische Schauspielerin
- 30. September: Maddie Ziegler, US-amerikanische Tänzerin, Schauspielerin und Model

### Oktober
- 02. Oktober: Jacob Sartorius, US-amerikanischer Popsänger und Influencer
- 04. Oktober: Rea Kindlimann, Schweizer Skispringerin und Nordische Kombiniererin
- 04. Oktober: Lara Kipp, österreichische Rennrodlerin
- 05. Oktober: Maciej Rutkowski, deutsch-polnischer Eishockeyspieler
- 06. Oktober: Rio Mangini, US-amerikanischer Schauspieler, Pianist und Synchronsprecher
- 06. Oktober: Cleopatra Stratan, moldawische Sängerin
- 07. Oktober: Adam Niżnik, polnischer Skispringer
- 10. Oktober: Thomas Kuc, brasilianischer Schauspieler
- 12. Oktober: Johanna Singer, deutsche Schauspielerin
- 13. Oktober: Oscar Onley, schottischer Radrennfahrer
- 14. Oktober: Luis Engel, deutscher Schachgroßmeister
- 14. Oktober: Eirik Hystad Solberg, norwegischer Skirennläufer
- 16. Oktober: Jule Brand, deutsche Fußballspielerin
- 17. Oktober: Maximilian Beier, deutscher Fußballspieler
- 17. Oktober: Momo Cissé, guineisch-französischer Fußballspieler
- 23. Oktober: Owen Roelofs, niederländischer Dartspieler
- 23. Oktober: Shin Eun-soo, südkoreanische Schauspielerin
- 25. Oktober: Johnny Sequoyah, US-amerikanische Schauspielerin und Model
- 26. Oktober: Emma Schweiger, deutsche Schauspielerin
- 29. Oktober: Pavel Bittner, tschechischer Radrennfahrer
- 30. Oktober: Lilly Liefers, deutsche Schauspielerin
- 31. Oktober: Ansu Fati, spanisch-guinea-bissauischer Fußballspieler

### November
- 06. November: Mya-Lecia Naylor, britische Schauspielerin († 2019)
- 08. November: Laurids Schürmann, deutscher Schauspieler
- 10. November: Eduardo Camavinga, französisch-kongolesischer Fußballspieler
- 12. November: Vincent Wieser, österreichischer Skirennläufer
- 13. November: Giovanni Reyna, amerikanisch-portugiesischer Fußballspieler
- 14. November: Gianluca Petecof, brasilianischer Automobilrennfahrer
- 19. November: Dylan Slevin, irischer Dartspieler
- 20. November: Ugo de Wilde, belgischer Autorennfahrer
- 20. November: Madisyn Shipman, US-amerikanische Schauspielerin
- 21. November: Aminata Camara, gambische Fußballspielerin
- 25. November: Pedri, spanischer Fußballspieler
- 29. November: Yunus Musah, amerikanisch-englischer Fußballspieler

### Dezember
- 01. Dezember: Eloi Christ, deutscher Schauspieler
- 04. Dezember: Mathieu Garcia, französischer Biathlet
- 04. Dezember: Jurjen van der Velde, niederländischer Dartspieler
- 05. Dezember: Lorcan Hanafin, britischer Autorennfahrer
- 08. Dezember: Hana Mazi Jamnik, slowenische Skilangläuferin († 2022)
- 09. Dezember: Sam Bolton, britischer Skispringer
- 11. Dezember: Jamie Gerstenberg, deutsche Fußballtorhüterin
- 12. Dezember: Owen Bates, englischer Dartspieler
- 14. Dezember: Ema Kapustová, slowakische Biathletin
- 14. Dezember: Wadim Kurales, kasachischer Biathlet
- 29. Dezember: Hanna Aronsson Elfman, schwedische Skirennläuferin
- 30. Dezember: Josefa Schellmoser, deutsche Skeletonpilotin
- 31. Dezember: Casar, deutscher Rapper
- 31. Dezember: Elias Hoff Melkersen, norwegischer Fußballspieler

### Tag unbekannt
- Riccardo Campione, deutsch-italienischer Schauspieler
- Elias Eisold, deutscher Schauspieler
- Sarina Hutter, Schweizer Unihockeyspielerin
- Charlotte Krause, deutsche Schauspielerin
- Isabelle Ottmann, deutsche Schauspielerin
- Emma Preisendanz, deutsche Schauspielerin
- Alice Prosser, österreichische Schauspielerin
- Luisa Römer, deutsche Schauspielerin
- Budhia Singh, indischer Marathonläufer
- Yuri Völsch, deutscher Schauspieler
- Dilara Aylin Ziem, deutsche Schauspielerin

## Gestorben
Dies ist eine Liste der bedeutendsten Persönlichkeiten, die 2002 verstorben sind. Für eine ausführlichere Liste siehe Nekrolog 2002.

### Januar

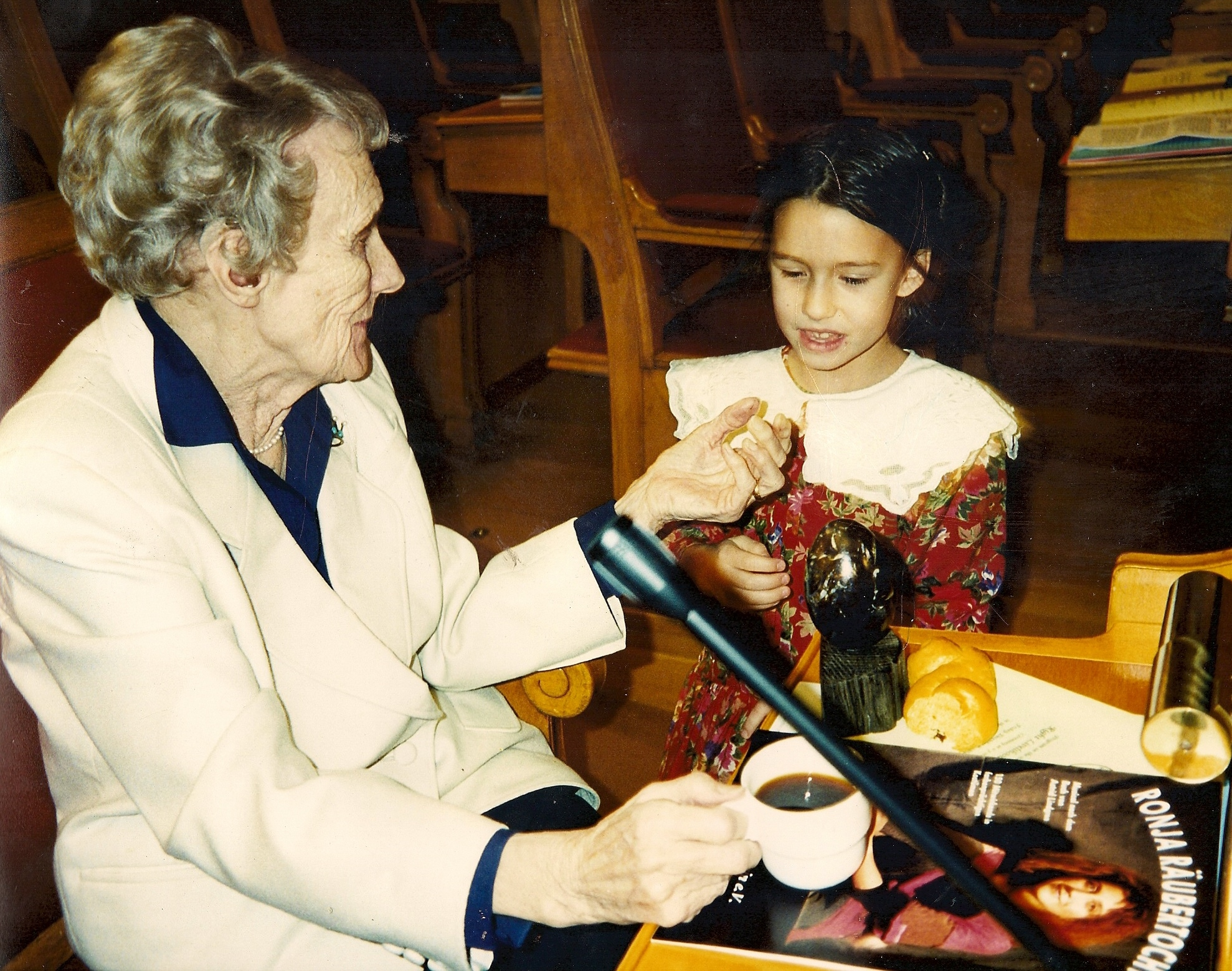
Astrid Lindgren († 28. Januar)

- 01. Januar: Paul Hubschmid, Schweizer Film- und Theaterschauspieler (* 1917)
- 07. Januar: Geoffrey Crossley, britischer Automobilrennfahrer (* 1921)
- 08. Januar: Alexander Michailowitsch Prochorow, russischer Physiker (* 1916)
- 08. Januar: Pascal Rywalski, Schweizer Kapuziner und Generalminister (* 1911)
- 09. Januar: Eddie Zack, US-amerikanischer Country-Musiker (* 1922)
- 12. Januar: John Stephen Hales, australischer Geschäftsmann (* 1922)
- 12. Januar: Cyrus Vance, US-amerikanischer Politiker (* 1917)
- 13. Januar: Samuel Dolin, kanadischer Komponist und Musikpädagoge (* 1917)
- 13. Januar: Amparo Montes, mexikanische Sängerin (* 1925)
- 14. Januar: Ebenezer Ako-Adjei, ghanaischer Politiker, Rechtsanwälte, Verleger und Journalisten (* 1916)
- 16. Januar: Hilde Adolf, deutsche Politikerin (* 1953)
- 17. Januar: Camilo José Cela, spanischer Schriftsteller (* 1916)
- 17. Januar: Héctor Tosar, uruguayischer Komponist (* 1923)
- 18. Januar: Cövdət Hacıyev, aserbaidschanischer Komponist (* 1917)
- 19. Januar: Jeffrey Astle, englischer Fußballspieler (* 1942)
- 19. Januar: Franz Innerhofer, österreichischer Schriftsteller (* 1944)
- 21. Januar: Peggy Lee, US-amerikanische Jazzsängerin (* 1920)
- 22. Januar: Kenneth Armitage, britischer Bildhauer (* 1916)
- 23. Januar: Pierre Bourdieu, französischer Soziologe (* 1930)
- 23. Januar: Robert Nozick, US-amerikanischer Philosoph (* 1938)
- 24. Januar: Elie Hobeika, libanesischer Milizionär und Politiker (* 1956)
- 24. Januar: Igor Kipnis, US-amerikanischer Cembalist (* 1930)
- 27. Januar: Franz Meyers, deutscher Politiker (* 1908)
- 27. Januar: Alain Vanzo, französischer Opernsänger (* 1928)
- 28. Januar: Astrid Lindgren, schwedische Kinderbuchautorin (* 1907)
- 30. Januar: Carlo Karges, deutscher Musiker (* 1951)
- 30. Januar: Inge Morath, US-amerikanische Fotografin (* 1923)

### Februar

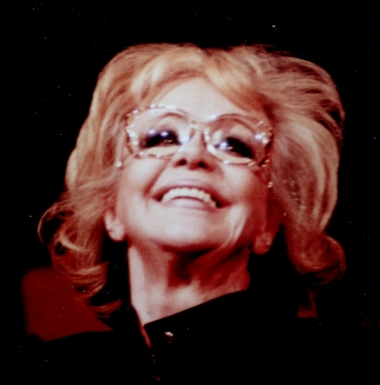
Hildegard Knef († 1. Februar)

- 01. Februar: Raimund Gensel, deutscher Schauspieler (* 1940)
- 01. Februar: Hildegard Knef, deutsche Schauspielerin (* 1925)
- 03. Februar: Aglaja Veteranyi, Schweizer Schauspielerin und Schriftstellerin (* 1962)
- 04. Februar: Boogaloo Ames, US-amerikanischer Jazz-, Blues- und Boogie-Woogiepianist (* 1918)
- 04. Februar: Inge Konradi, österreichische Schauspielerin (* 1924)
- 06. Februar: Max Ferdinand Perutz, britischer Chemiker (* 1914)
- 07. Februar: Carlos Díaz, kubanischer Sänger (* 1930)
- 07. Februar: Dennis Herrold, US-amerikanischer Rockabilly-Musiker (* 1927)
- 07. Februar: Alexander Meyer von Bremen, deutscher Pianist, Komponist, Arrangeur und Musikpädagoge (* 1930)
- 08. Februar: Elisabeth Mann Borgese, deutsche Meeresbiologin und Tochter von Thomas Mann (* 1918)
- 08. Februar: Ong Teng Cheong, singapurischer Politiker (* 1936)
- 08. Februar: Joachim Hoffmann, deutscher Historiker (* 1930)
- 08. Februar: Vesta M. Roy, US-amerikanische Politikerin (* 1925)
- 09. Februar: Prinzessin Margaret, Schwester von Queen Elisabeth II. (* 1930)
- 10. Februar: Dave Van Ronk, US-amerikanischer Blues-Musiker (* 1936)
- 11. Februar: Barry Foster, britischer Schauspieler (* 1931)
- 11. Februar: Traudl Junge, Sekretärin von Adolf Hitler (* 1920)
- 13. Februar: Waylon Jennings, US-amerikanischer Country-Sänger (* 1937)
- 14. Februar: Abdul Rahman, afghanischer Politiker (* 1953)
- 14. Februar: Mick Tucker, englischer Schlagzeuger, The Sweet (* 1947)
- 14. Februar: Günter Wand, deutscher Dirigent (* 1912)
- 15. Februar: Werner Dittmann, deutscher Sonderpädagoge, Psychologe und Hochschullehrer (* 1941)
- 16. Februar: Moisés Moleiro, venezolanischer Politiker und Historiker (* 1937)
- 17. Februar: Heinz Kaminski, deutscher Chemie-Ingenieur und Weltraumforscher (* 1921)
- 19. Februar: Albert Alin, französischer Autorennfahrer (* 1907)
- 20. Februar: Stephen Longstreet, US-amerikanischer Schriftsteller, Drehbuchautor und Illustrator (* 1907)
- 21. Februar: Hamlet Lima Quintana, argentinischer Schriftsteller und Musiker (* 1923)
- 22. Februar: Chuck Jones, US-amerikanischer Comiczeichner und Filmregisseur (* 1912)
- 22. Februar: Jonas Savimbi, angolanischer Politiker und Rebellenführer (* 1934)
- 22. Februar: Barbara Valentin, deutsche Schauspielerin (* 1940)
- 22. Februar: Ronnie Verrell, englischer Jazzschlagzeuger (* 1926)
- 24. Februar: Eva Hoffmann-Aleith, deutsche Pastorin und Schriftstellerin (* 1910)
- 24. Februar: Leo Ornstein, russischer Pianist und Komponist (* 1892)
- 24. Februar: Gregorio Walerstein, mexikanischer Filmproduzent und Drehbuchautor (* 1913)
- 25. Februar: Henrik Oskarsson, schwedischer Freestyle-Skier (* 1960)
- 26. Februar: Oskar Sala, deutscher Komponist und Physiker (* 1910)
- 28. Februar: Helmut Zacharias, deutscher Violinist (* 1920)
- Februar: Camille Andréa, kanadische Songwriterin (* 1909)

### März
- 01. März: Donnie Bowshier, US-amerikanischer Country- und Rockabilly-Musiker (* 1937)
- 01. März: Cecil Farris Bryant, US-amerikanischer Politiker (* 1914)
- 02. März: Thomas Owen, belgischer Schriftsteller (* 1910)
- 03. März: Everhardus Jacobus Ariëns, niederländischer Pharmakologe (* 1918)
- 03. März: Earl Bernard Murray, US-amerikanischer Trompeter und Dirigent (* 1926)
- 04. März: Margarete Neumann, deutsche Schriftstellerin (* 1917)
- 09. März: Normand Lockwood, US-amerikanischer Komponist und Musikpädagoge (* 1906)
- 10. März: Sleiman Hajjar, libanesischer Bischof in Kanada (* 1950)
- 10. März: Elgudscha Dawitis dse Amaschukeli, georgischer Bildhauer und Maler (* 1928)
- 11. März: James Tobin, US-amerikanischer Wirtschaftswissenschaftler (* 1918)

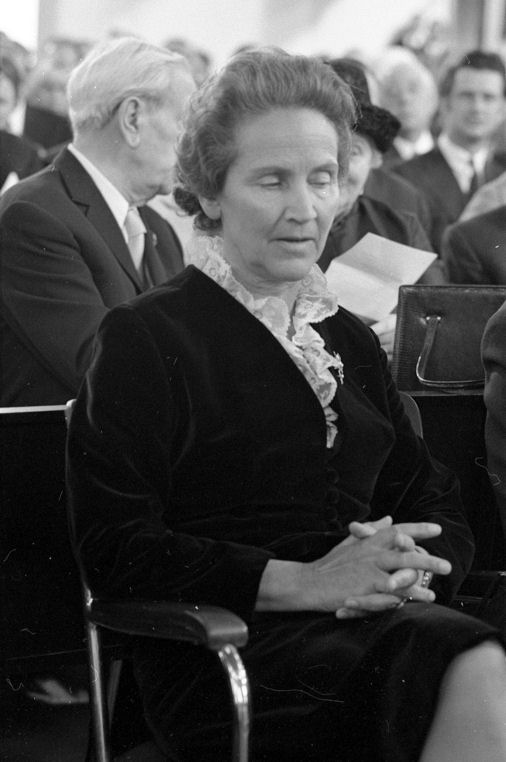
Marion Gräfin Dönhoff († 11. März)

- 11. März: Marion Gräfin Dönhoff, deutsche Journalistin und Publizistin (* 1909)
- 12. März: Friedrich Falch, österreichischer Politiker (* 1918)
- 12. März: Jean-Paul Riopelle, frankokanadischer Maler und Bildhauer (* 1923)
- 13. März: Ivano Blason, italienischer Fußballspieler (* 1923)
- 13. März: Hans-Georg Gadamer, deutscher Philosoph (* 1900)
- 13. März: Bayliss Levrett, US-amerikanischer Automobilrennfahrer (* 1913)
- 14. März: Furuyama Komao, japanischer Schriftsteller (* 1920)
- 15. März: Wolfgang Triebel, deutscher Architekt und Hochschullehrer (* 1900)
- 16. März: Ray Doggett, US-amerikanischer Rockabilly-Musiker, Songschreiber und Produzent (* 1936)
- 17. März: Christian Graf von Krockow, deutscher Politikwissenschaftler (* 1927)
- 19. März: Marco Biagi, italienischer Politiker, Wissenschaftler und Publizist (* 1950)
- 19. März: Erkki Salmenhaara, finnischer Komponist und Musikwissenschaftler (* 1941)
- 20. März: Giulio Alfieri, italienischer Automobil- und Zweiradingenieur (* 1924)
- 21. März: Herman Talmadge, amerikanischer Politiker (* 1913)
- 22. März: Boris Sichkin, russisch-amerikanischer Schauspieler, Tänzer und Choreograph (* 1922)
- 23. März: Jan Kotík, tschechischer Maler (* 1916)
- 24. März: César Milstein, britischer Molekularbiologe und Nobelpreisträger (* 1927)
- 24. März: Bob Said, US-amerikanischer Automobilrennfahrer und Filmproduzent (* 1932)
- 27. März: Matthias Beltz, deutscher Kabarettist (* 1945)
- 27. März: Lotte Ulbricht, deutsche Politikerin, Ehefrau von Walter Ulbricht (* 1903)

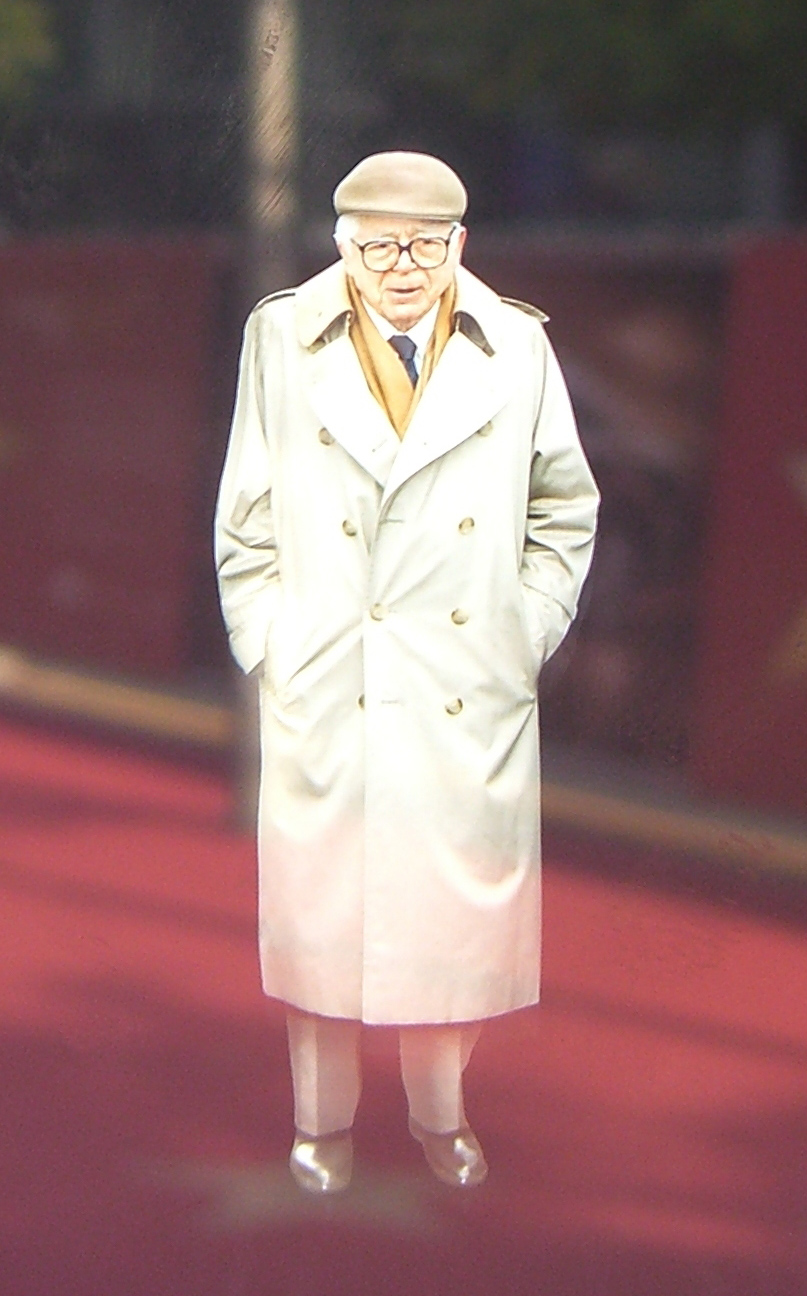
Billy Wilder

- 27. März: Billy Wilder, US-amerikanischer Regisseur, Drehbuchautor und Produzent (* 1906)
- 29. März: Petermax Müller, deutscher Automobilrennfahrer und -händler (* 1912)

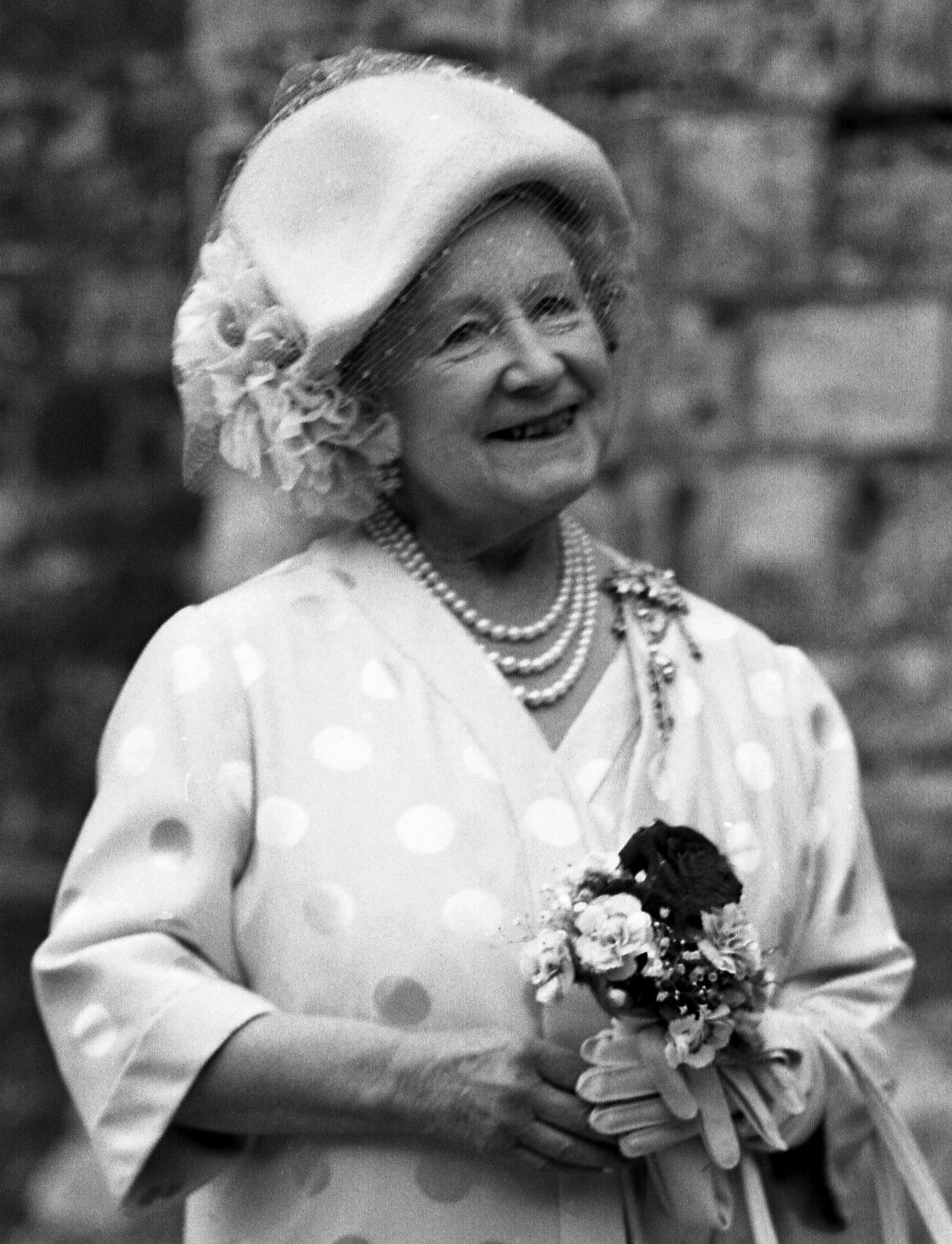
Elizabeth Bowes-Lyon († 30. März)

- 30. März: Elizabeth Bowes-Lyon, Mutter von Queen Elisabeth II. (* 1900)
- 30. März: Benjamin Harkarvy, US-amerikanischer Tanzlehrer, Ballettmeister und Choreograph (* 1930)

### April
- 01. April: Simo Häyhä, finnischer Scharfschütze (* 1905)
- 01. April: Heinrich Popitz, deutscher Soziologe (* 1925)
- 02. April: Jack Kruschen, kanadischer Schauspieler (* 1922)
- 03. April: Heinz Drache, deutscher Schauspieler (* 1923)
- 03. April: Frank Tovey, britischer Musiker (* 1956)
- 05. April: Layne Staley, US-amerikanischer Rocksänger und Gitarrist der Band Alice in Chains (* 1967)
- 06. April: Martin Sperr, deutscher Schriftsteller und Schauspieler (* 1944)
- 07. April: John Agar, US-amerikanischer Schauspieler (* 1921)
- 08. April: Franz Liebl, sudetendeutscher Autor der egerländischen und oberpfälzischen Mundart (* 1923)
- 09. April: Jean Estager, französischer Automobilrennfahrer (* 1919)
- 09. April: Jürgen Hart, deutscher Kabarettist (* 1942)
- 09. April: Stefan Kaminsky, deutscher Bankmanager (* 1926)
- 10. April: Manfred Köhnlechner, deutscher Heilpraktiker (* 1925)
- 10. April: Yūji Hyakutake, japanischer Amateurastronom (* 1950)
- 11. April: Elmer Angsman, US-amerikanischer American-Football-Spieler (* 1925)
- 13. April: Ivan Desny, französisch-deutscher Schauspieler (* 1922)
- 16. April: Herbert Wernicke, deutscher Regisseur und Bühnenbildner (* 1946)

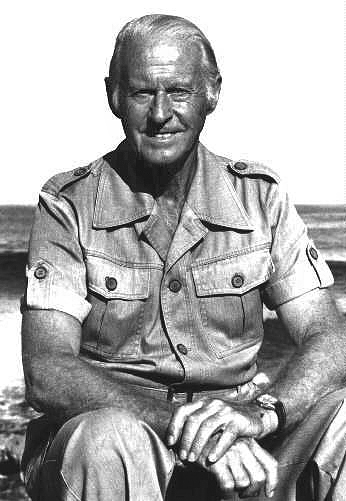
Thor Heyerdahl.

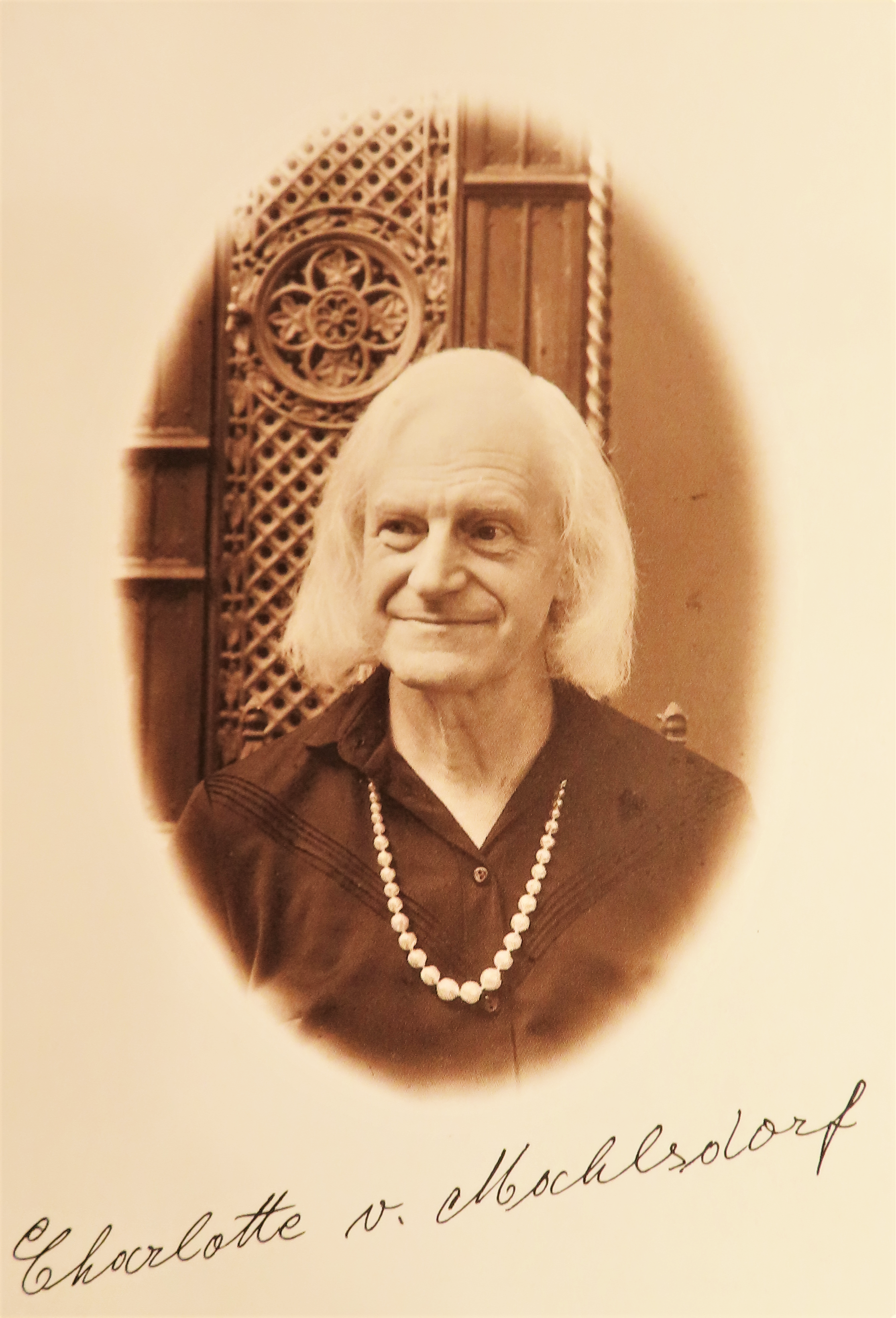
Charlotte von Mahlsdorf

- 18. April: Thor Heyerdahl, norwegischer Völkerkundler, Anthropologe und Abenteurer (* 1914)
- 20. April: Pierre Rapsat, belgischer Sänger (* 1948)
- 21. April: Desmond Titterington, britischer Automobilrennfahrer (* 1928)
- 22. April: Victor Weisskopf, österreichischer Physiker und Mitbegründer der Pugwash-Bewegung (* 1908)
- 23. April: Manfred Bieler, deutscher Schriftsteller (* 1934)
- 24. April: Hans Ferdinand Bürki, Schweizer Pädagoge, Psychologe und Theologe (* 1925)
- 24. April: Emil Friedman, tschechischer Musikpädagoge, Geiger und Dirigent (* 1908)
- 25. April: Lisa Lopes, US-amerikanische Sängerin (* 1971)
- 27. April: Hans Heinrich Thyssen-Bornemisza de Kászon, deutscher Industrieller (* 1921)
- 28. April: Alexander Iwanowitsch Lebed, russischer General und Politiker (* 1950)
- 29. April: Sune Andersson, schwedischer Fußballspieler und -trainer (* 1921)
- 30. April: Karel Milota, tschechischer Dichter, Schriftsteller und Übersetzer (* 1937)
- 30. April: Charlotte von Mahlsdorf, bekennender Transvestit, Museumsgründerin (* 1928)

### Mai
- 01. Mai: Karel Ptáčník, tschechischer Schriftsteller (* 1921)
- 01. Mai: Willi Dungl, österreichischer Gesundheitsexperte (* 1937)
- 01. Mai: Ursula von Wiese, deutsch-schweizerische Schauspielerin, Verlagslektorin, Übersetzerin und Schriftstellerin (* 1905)
- 02. Mai: Heinz Jankofsky, deutscher Karikaturist (* 1935)

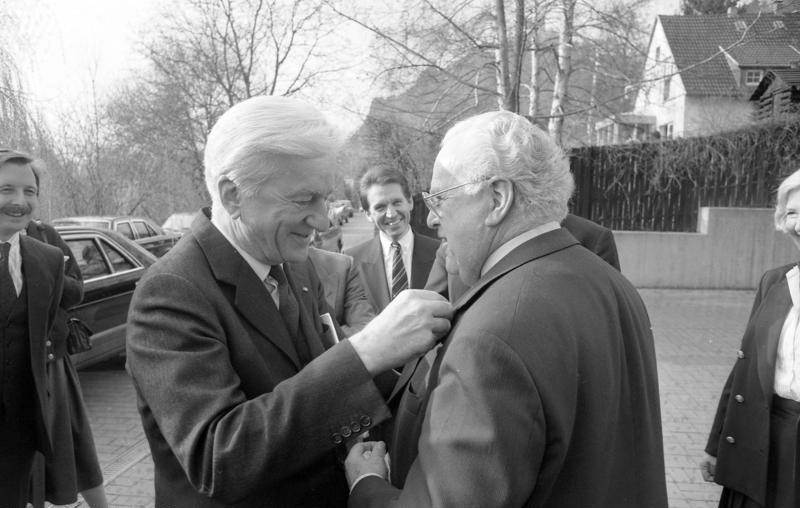
Richard Stücklen mit Bundespräsident Richard von Weizsäcker

- 02. Mai: Richard Stücklen, deutscher Politiker (* 1916)
- 05. Mai: Hugo Banzer Suárez, bolivianischer Politiker und Staatspräsident (* 1926)
- 05. Mai: Čestmír Vycpálek, tschechischer Fußballspieler und -trainer (* 1921)
- 06. Mai: Murray Adaskin, kanadischer Komponist und Dirigent (* 1906)
- 06. Mai: Pim Fortuyn, niederländischer Politiker (* 1948)
- 06. Mai: Samuel Dresden, niederländischer Romanist und Literaturwissenschaftler (* 1914)
- 06. Mai: Mariana Sansón Argüello, nicaraguanische Lyrikerin und Malerin (* 1918)
- 09. Mai: Philippe Verellen, belgischer Automobilrennfahrer (* 1962)
- 09. Mai: Leon Stein, US-amerikanischer Komponist (* 1910)
- 10. Mai: Gabriele Mucchi, italienischer Maler (* 1899)
- 10. Mai: David Riesman, US-amerikanischer Soziologe und Erziehungswissenschaftler (* 1909)
- 13. Mai: Walerij Lobanowskyj, ukrainischer Fußballtrainer (* 1939)
- 18. Mai: Wolfgang Eduard Schneiderhan, österreichischer Musiker (* 1915)
- 19. Mai: John Grey Gorton, australischer Premierminister (* 1911)
- 19. Mai: Hans Posegga, deutscher Komponist, Pianist und Dirigent (* 1917)
- 20. Mai: Stephen Jay Gould, US-amerikanischer Paläontologe, Geologe und Evolutionsforscher (* 1941)
- 20. Mai: Bob Grossman, US-amerikanischer Autorennfahrer (* 1922)
- 21. Mai: Niki de Saint Phalle, französische Bildhauerin und Malerin (* 1930)
- 24. Mai: Johannes Overath, deutscher katholischer Theologe und Priester (* 1913)
- 28. Mai: Heinrich Oskar Kühner, Schweizer Pfarrer und Autor (* 1912)
- 28. Mai: Peter Lohmeyer, deutscher Kap Hoornier, Marineoffizier, Kapitän, Pilot und Kommandant (* 1911)
- 29. Mai: Friedrich Kempf, deutscher Jesuit und Historiker (* 1908)
- 30. Mai: Walter Laird, britischer Tänzer (* 1920)

### Juni

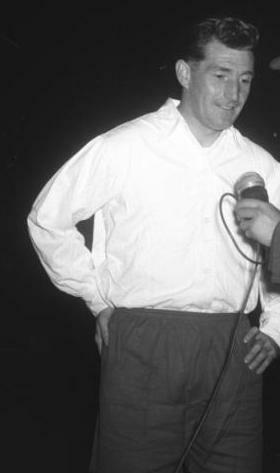
Fritz Walter († 17. Juni)

- 02. Juni: Günther Schubert, deutscher Fußballtorwart (* 1955)
- 03. Juni: Sam Whipple, US-amerikanischer Schauspieler (* 1960)
- 04. Juni: Cliff Gleaves, US-amerikanischer Rockabilly-Musiker und DJ (* 1929)
- 05. Juni: Curtis Amy, US-amerikanischer Saxophonist und Flötist (* 1929)
- 05. Juni: Dee Dee Ramone, Bassist der Ramones (* 1951)
- 09. Juni: Lito Peña, puerto-ricanischer Saxophonist, Bandleader, Komponist und Arrangeur (* 1921)
- 10. Juni: Louis Jeannin, französischer Motorradrennfahrer (* 1907)
- 13. Juni: Ralph Shapey, US-amerikanischer Dirigent und Komponist (* 1921)
- 13. Juni: Johann Herberger, deutscher Fußballspieler (* 1919)
- 15. Juni: Choi Hong-hi, Begründer der modernen koreanischen Kampfsportart Taekwondo (* 1918)
- 17. Juni: Fritz Walter, deutscher Fußballspieler und Ehrenspielführer der deutschen Fußballnationalmannschaft (* 1920)
- 18. Juni: Walter Villa, italienischer Motorradrennfahrer (* 1943)
- 20. Juni: Erwin Chargaff, US-amerikanischer Biochemiker und Schriftsteller (* 1905)
- 20. Juni: Martinus Osendarp, niederländischer Leichtathlet und Olympiateilnehmer (* 1916)
- 24. Juni: Frank Ripploh, deutscher Filmregisseur (* 1949)
- 25. Juni: Karl-Heinz Klostermeier, deutscher Volkswirt und Rundfunkintendant (* 1936)
- 26. Juni: Barbara Georgina Adams, britische Ägyptologin (* 1945)
- 26. Juni: Alfred Lorenzer, deutscher Psychoanalytiker und Soziologe (* 1922)
- 27. Juni: John Entwistle, englischer Rockmusiker (Bassist), The Who (* 1944)
- 27. Juni: Russ Freeman, US-amerikanischer Jazzpianist (* 1926)
- 29. Juni: Ole-Johan Dahl, norwegischer Informatiker (* 1931)
- 29. Juni: Alfred Dregger, deutscher Politiker (* 1920)
- 29. Juni: Rosemary Clooney, US-amerikanische Pop- und Jazzsängerin sowie Schauspielerin (* 1928)
- 30. Juni: Richard Allen, US-amerikanischer Sessionmusiker (* 1932)

### Juli
- 01. Juli: David Clarke, britischer Automobilrennfahrer (* 1929)
- 02. Juli: Ray Brown, US-amerikanischer Jazz-Bassist (* 1926)
- 02. Juli: Jean-Yves Daniel-Lesur, französischer Komponist und Organist (* 1908)
- 03. Juli: Josef Haiböck, österreichischer General (* 1917)
- 04. Juli: Gerald Bales, kanadischer Organist, Pianist, Komponist, Chorleiter und Musikpädagoge (* 1919)
- 04. Juli: Lutz Moik, deutscher Schauspieler und Synchronsprecher (* 1930)
- 06. Juli: Dhirajlal Hirachand Ambani, indischer Unternehmer (* 1932)
- 06. Juli: John Frankenheimer, US-amerikanischer Filmregisseur (* 1930)
- 09. Juli: Rod Steiger, US-amerikanischer Filmschauspieler (* 1925)
- 10. Juli: Frieda Grafe, deutsche Filmkritikerin (* 1934)
- 10. Juli: Alan Shulman, US-amerikanischer Komponist und Cellist (* 1915)
- 11. Juli: Erni Bieler, österreichische Jazz- und Schlagersängerin (* 1925)
- 11. Juli: Rosco Gordon, US-amerikanischer Blues-Musiker (* 1928)
- 12. Juli: Ellen Callmann, US-amerikanische Kunsthistorikerin (* 1926)
- 13. Juli: Robert Schwan, deutscher Fußballmanager (* 1921)
- 14. Juli: Harry Igor Ansoff, US-amerikanischer Mathematiker und Wirtschaftswissenschaftler (* 1918)
- 14. Juli: Joaquín Balaguer, Präsident der Dominikanischen Republik (* 1906)
- 16. Juli: John Cocke, amerikanischer Informatiker (* 1925)
- 17. Juli: Joseph Luns, niederländischer Politiker (* 1911)
- 17. Juli: Walentina Winogradowa, sowjetisch-russische Volleyballspielerin (* 1943)
- 18. Juli: Hermann Appel, deutscher Ingenieur (* 1932)
- 21. Juli: Eduardo Cabrera, kubanischer Pianist, Arrangeur und Bandleader (* 1936)
- 24. Juli: Gaynell Tinsley, US-amerikanischer American-Football-Spieler und -Trainer (* 1913)
- 25. Juli: Johannes Joachim Degenhardt, deutscher Kardinal (* 1926)
- 25. Juli: Tilemann Grimm, deutscher Sinologe (* 1922)
- 26. Juli: Jutta Hecker, deutsche Schriftstellerin (* 1904)
- 28. Juli: Archer John Porter Martin, britischer Chemiker und Nobelpreisträger (* 1910)
- 29. Juli: Renato Pirocchi, italienischer Automobilrennfahrer (* 1933)
- 29. Juli: Tesfamariam Bedho, eritreischer Bischof (* 1934)
- 30. Juli: Josef Arthold, österreichischer Politiker (* 1934)
- 30. Juli: Willy Mattes, österreichischer Komponist (* 1916)

### August
- 04. August: Robert Noehren, US-amerikanischer Organist, Orgelbauer und Musikpädagoge (* 1910)
- 06. August: Jim Crawford, britischer Automobilrennfahrer (* 1948)
- 06. August: Edsger W. Dijkstra, niederländischer Informatiker (* 1930)
- 09. August: Beverley Harper, australische Schriftstellerin (* 1941)
- 10. August: Kristen Nygaard, norwegischer Informatiker (* 1926)
- 11. August: Jiří Kolář, tschechischer Dichter und bildender Künstler (* 1914)
- 13. August: Hermann Haller (Komponist), Schweizer Komponist (* 1914)
- 15. August: Heinz-Josef Adamski, deutscher Historiker, Volkskundler und Gymnasiallehrer (* 1911)
- 15. August: Alberto Bertuccelli, italienischer Fußballspieler (* 1924)
- 15. August: Jesse Brown, US-amerikanischer Politiker (* 1944)
- 18. August: Helmut Körschgen, deutscher Schauspieler (* 1923)
- 19. August: Eduardo Chillida, baskischer Bildhauer (* 1924)
- 19. August: Otto Wüst, Bischof von Basel (* 1926)
- 21. August: Adelina Domingues, kap-verdisch-amerikanische Altersrekordlerin (* 1888)
- 25. August: William Warfield, US-amerikanischer Sänger (Bassbariton) (* 1920)
- 27. August: Justus Ahlheim, deutscher Politiker (* 1925)
- 27. August: Jane Tilden, deutsche Schauspielerin (* 1910)
- 29. August: Lance Macklin, englischer Rennfahrer (* 1919)
- 31. August: Lionel Hampton, US-amerikanischer Jazzmusiker (* 1908)

### September
- 02. September: Jerry Boyd, US-amerikanischer Boxtrainer und Cut Man (* 1930)
- 06. September: Edna Roxanne Atkins, kanadische Hürdenläuferin (* 1912)
- 07. September: Eugenio Coseriu, rumänischer Sprachwissenschaftler (* 1921)
- 07. September: Uzi Gal, israelischer Waffenkonstrukteur (* 1923)
- 08. September: Dieter Aschenborn, namibischer Maler (* 1915)
- 08. September: Georges-André Chevallaz, Schweizer Politiker (* 1915)
- 08. September: Marco Siffredi, französischer Extrem-Snowboarder (* 1979)
- 09. September: Kjell-Arne Vikström, schwedischer Eishockeyspieler (* 1951)
- 12. September: Ludwig Koch, deutscher Gewerkschafter (* 1909)
- 15. September: Kay Espenhayn, deutsche Schwimmerin im Behindertensport (* 1968)
- 15. September: Heinz Seiler, deutscher Handballtrainer und -spieler (* 1920)
- 16. September: Rika Unger, deutsche Bildhauerin (* 1917)
- 17. September: Dodo Marmarosa, US-amerikanischer Jazzpianist (* 1925)
- 18. September: Hazel Brooks, US-amerikanische Schauspielerin (* 1924)
- 19. September: John O’Gorman Arundel, kanadischer Eishockeyspieler (* 1927)
- 19. September: Yohannes Woldegiorgis, äthiopischer Bischof (* 1921)
- 22. September: Julio Pérez, uruguayischer Fußballspieler (* 1926)
- 22. September: Marga Petersen, deutsche Leichtathletin und Olympiateilnehmerin (* 1919)
- 23. September: Eberhard Werner, deutscher Künstler und Landschaftsmaler (* 1924)
- 25. September: Kurt Dietzel, deutscher Mediziner und Hochschullehrer (* 1912)
- 26. September: Vincenzo Andronico, italienischer Schauspieler (* 1924)
- 28. September: Werner Gutmann, Schweizer Prokurist, Schriftsteller und Hörspiel-Autor in Berndeutsch (* 1914)
- 30. September: Hans-Peter Tschudi, Schweizer Politiker (* 1913)

### Oktober
- 02. Oktober: Heinz von Foerster, österreichischer Kybernetiker und Begründer des Konstruktivismus (* 1911)
- 03. Oktober: Willi Paul Adams, deutscher Amerikanist und Historiker (* 1940)
- 03. Oktober: Victor Maag, Schweizer evangelischer Geistlicher und Hochschullehrer (* 1910)
- 05. Oktober: Jay R. Smith, US-amerikanischer Kinderschauspieler (* 1915)
- 06. Oktober: Wolfgang Mischnick, deutscher Politiker (* 1921)
- 06. Oktober: Viola Mitchell, US-amerikanische Geigerin (* 1911)
- 06. Oktober: Prinz Claus von Amsberg, Ehemann von Königin Beatrix (* 1926)
- 08. Oktober: Philippe Boutros Chebaya, libanesischer Bischof (* 1920)
- 09. Oktober: Randy Atcher, US-amerikanischer Country-Sänger und -Musiker (* 1918)
- 09. Oktober: Aileen Wuornos, US-amerikanische Serienmörderin (* 1956)
- 11. Oktober: Werner Eberlein, Mitglied des Politbüros des ZK der SED (* 1919)
- 13. Oktober: Stephen Edward Ambrose, US-amerikanischer Historiker und Biograf (* 1936)
- 14. Oktober: Keizō Hino, japanischer Schriftsteller (* 1929)
- 16. Oktober: Karl-Heinz Kreienbaum, deutscher Schauspieler (* 1915)
- 19. Oktober: Manuel Álvarez Bravo, mexikanischer Fotograf (* 1902)
- 21. Oktober: Jesse Leonard Greenstein, US-amerikanischer Astronom (* 1909)
- 21. Oktober: Manfred Ewald, Sportfunktionär der DDR (* 1926)
- 22. Oktober: Geraldine Gräfin Apponyi de Nagy-Appony, albanische Königin (* 1915)
- 23. Oktober: Marianne Hoppe, deutsche Schauspielerin (* 1909)
- 24. Oktober: Harry Hay, US-amerikanischer Bürgerrechtler (* 1912)
- 25. Oktober: Annemie Fontana, schweizerische Künstlerin (* 1925)
- 25. Oktober: Richard Harris, irischer Schauspieler (* 1930)
- 25. Oktober: René Thom, französischer Professor für Mathematik (* 1923)
- 26. Oktober: Siegfried Unseld, deutscher Verleger (* 1924)
- 30. Oktober: Pierre Aigrain, französischer Physiker und Staatssekretär für Forschung (* 1924)
- 30. Oktober: Jam Master Jay, US-amerikanischer Rapper (* 1965)

### November

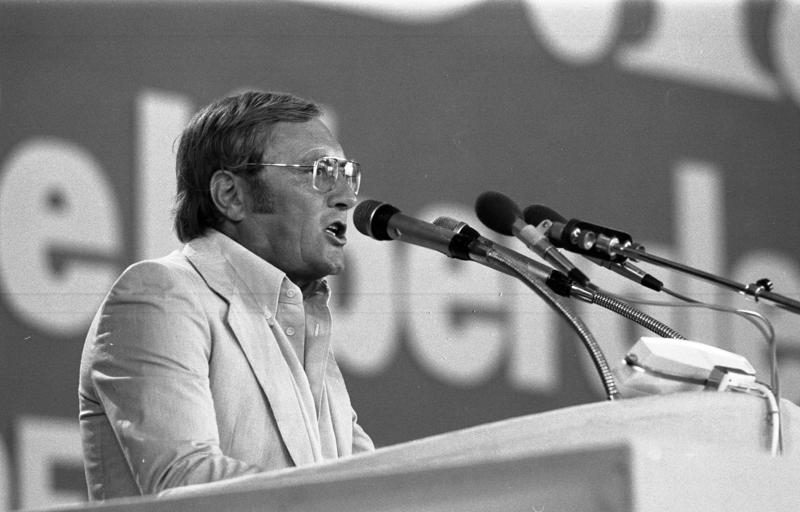
Rudolf Augstein († 7. November)

- 01. November: Ekrem Akurgal, türkischer Klassischer Archäologe (* 1911)
- 03. November: Lonnie Donegan, britischer Musiker (* 1931)
- 03. November: Hildegard Grube-Loy, deutsche Aquarellmalerin (* 1916)
- 03. November: Dirk Schneider, deutscher Politiker und DDR-Agent (* 1939)
- 04. November: Henning Wilcke, deutscher Generalmajor der Luftwaffe der Bundeswehr (* 1907)
- 07. November: Rudolf Augstein, deutscher Journalist, Verleger und Publizist (* 1923)
- 09. November: Adrian Aeschbacher, Schweizer Pianist (* 1912)
- 09. November: Heinrich Schiemann, deutscher Wissenschaftsjournalist (* 1916)
- 10. November: Gert Westphal, deutscher Schauspieler, „Vorleser der Nation“ (* 1920)
- 13. November: Roland Hanna, US-amerikanischer Jazzpianist (* 1932)
- 13. November: Juan Schiaffino, uruguayisch-italienischer Fußballspieler (* 1925)
- 17. November: Abba Eban, israelischer Politiker und Diplomat (* 1915)
- 18. November: James Coburn, US-amerikanischer Filmschauspieler (* 1928)
- 20. November: Florian Dąbrowski, polnischer Komponist und Musikpädagoge (* 1913)
- 20. November: Gaby von Schönthan (geb. Gabriele Philipp, verh. Gabriele Frischauer), österreichische Schauspielerin und Schriftstellerin (* 1926)
- 24. November: John Rawls, US-amerikanischer Philosoph (* 1921)
- 25. November: Karel Reisz, britischer Filmregisseur (* 1926)
- 27. November: Gérard Laureau, französischer Automobilrennfahrer und Unternehmer (* 1920)
- 27. November: Edwin L. Mechem, US-amerikanischer Politiker (* 1912)
- 29. November: Daniel Gélin, französischer Schauspieler (* 1921)
- 30. November: Erdmut Bramke, deutsche Malerin (* 1940)
- 30. November: Hans Hartz, deutscher Musiker und Liedermacher (* 1943)
- 000November: Rómulo Aguerre, uruguayischer Fotograf (* 1919)
- 000November: Antonín Šponar, tschechoslowakischer Skirennläufer (* 1920)

### Dezember
- 02. Dezember: Leslie Elizabeth Bullock Andrews, US-amerikanische Politikerin (* 1911)
- 02. Dezember: Ivan Illich, österreichischer Autor, Philosoph und Theologe (* 1926)
- 02. Dezember: Mehmet Emin Toprak, türkischer Schauspieler (* 1974)
- 03. Dezember: Klaus Löwitsch, deutscher Schauspieler (* 1936)
- 05. Dezember: Heinrich Wilhelm Ahrens, deutscher Jurist, Kaufmann und Manager (* 1903)
- 05. Dezember: Bob Berg, US-amerikanischer Jazzmusiker (* 1951)
- 06. Dezember: Jerzy Adamski, polnischer Federgewicht-Boxer (* 1937)
- 06. Dezember: Gerhard Löwenthal, deutscher Journalist und Fernseh-Moderator (* 1922)
- 09. Dezember: Jesús Torres Tejeda, dominikanischer Hörfunksprecher, -produzent und -direktor (Geburtsjahr unbekannt)
- 10. Dezember: Hans Eisen, deutscher General (* 1922)
- 10. Dezember: Ian MacNaughton, britischer Regisseur (* 1925)
- 12. Dezember: Nikolai Michailowitsch Amossow, russisch-ukrainischer Herzchirurg, Konstrukteur und Buchautor (* 1913)
- 12. Dezember: Dee Brown, US-amerikanischer Schriftsteller und Historiker (* 1908)
- 12. Dezember: Mary Siragusa, dominikanische Pianistin und Musikpädagogin (* 1920)
- 19. Dezember: Will Hoy, britischer Automobilrennfahrer (* 1953)
- 22. Dezember: Kurt Aepli, Schweizer Silberschmied, Schmuck- und Gerätegestalter sowie Berufspädagoge (* 1914)
- 22. Dezember: Mario Ruiz Armengol, mexikanischer Komponist, Pianist und Dirigent (* 1914)
- 22. Dezember: Joe Strummer, britischer Rockmusiker, Frontmann der Band The Clash (* 1952)
- 22. Dezember: Gabrielle Wittkop, französische Schriftstellerin, Künstlerin, Essayistin und Journalistin (* 1920)
- 23. Dezember: Tatamkhulu Afrika, südafrikanischer Schriftsteller und Dichter (* 1920)
- 24. Dezember: Mohammed Al-Fassi, saudi-arabisch-marokkanischer Geschäftsmann (* 1952)
- 26. Dezember: Horst Heinrich, bayerischer Politiker (* 1938)
- 26. Dezember: Herb Ritts, US-amerikanischer Fotograf (* 1952)
- 27. Dezember: George Roy Hill, amerikanischer Filmregisseur (* 1921)
- 27. Dezember: Hans Joachim Stoebe, deutscher evangelischer Geistlicher und Hochschullehrer (* 1909)
- 28. Dezember: Maria Carbone, italienische Opernsängerin und Gesangspädagogin (* 1908)
- 28. Dezember: Koreyoshi Kurahara, japanischer Filmregisseur und Drehbuchautor (* 1927)
- 31. Dezember: Jürgen Dethloff, deutscher Erfinder (* 1924)

### Datum unbekannt
- Werner Berndt, deutscher Schauspieler und Hörspielsprecher (* 1931)
- Jan Kucharski, polnischer Organist und Musikpädagoge (* 1908)

## Wissenschaftspreise

### Nobelpreise
- Physik: Raymond Davis junior, Masatoshi Koshiba und Riccardo Giacconi
- Chemie: Kurt Wüthrich, John B. Fenn und Kōichi Tanaka
- Medizin: Sydney Brenner, H. Robert Horvitz und John E. Sulston
- Literatur: Imre Kertész
- Friedensnobelpreis: Jimmy Carter
- Wirtschaftswissenschaft: Daniel Kahneman und Vernon L. Smith

### Fields-Preis
- Laurent Lafforgue, für Beiträge zum Langlands-Programm (Zahlentheorie).
- Wladimir Wojewodski, für den Beweis der Milnor-Vermutung, neue Kohomologie-Theorien für algebraische Varietäten (K-Theorie, Algebraische Geometrie, Topologie)

### Turing Award
- Ronald L. Rivest, Adi Shamir und Leonard Adleman für Asymmetrische Verschlüsselungsalgorithmen, speziell RSA, und deren praktische Einsetzbarkeit.